# Liste der Biografien/Ec
Liste der Biografien |
Portal Biografien |
Personensuche
# |
A |
B |
C |
D |
E |
F |
G |
H |
I |
J |
K |
L |
M |
N |
O |
P |
Q |
R |
S |
T |
U |
V |
W |
X |
Y |
Z |
?
 
Ea |
Eb |
Ec |
Ed |
Ee |
Ef |
Eg |
Eh |
Ei |
Ej |
Ek |
El |
Em |
En |
Eo |
Ep |
Eq |
Er |
Es |
Et |
Eu |
Ev |
Ew |
Ex |
Ey |
Ez
Die Liste der Biografien führt alle Personen auf, die in der deutschsprachigen Wikipedia einen Artikel haben. Dieses ist eine Teilliste mit 867 Einträgen von Personen, deren Namen mit den Buchstaben „Ec“ beginnt.

## Ec

### Eca
- Eça, Luiz (1936–1992), brasilianischer Pianist
- Écalle, Jean (* 1950), französischer Mathematiker
- Ecarius, Fritz (1886–1966), deutscher Politiker (CDU), MdL, Oberbürgermeister von Ludwigshafen
- Ecarius, Jutta (* 1959), deutsche Erziehungswissenschaftlerin und Dekanin des Fachbereichs Kultur- und Sozialwissenschaften an der Justus-Liebig-Universität Gießen
- Ecay, Jean-Marie (* 1962), französischer Jazz- und Fusionmusiker (Gitarre, Komposition)

### Ecc
- Eccard, Heinrich Martin (1615–1669), deutscher lutherischer Theologe
- Eccard, Johannes (1553–1611), protestantischer Komponist und KapellmeisterJohannes Eccard (1553–1611)

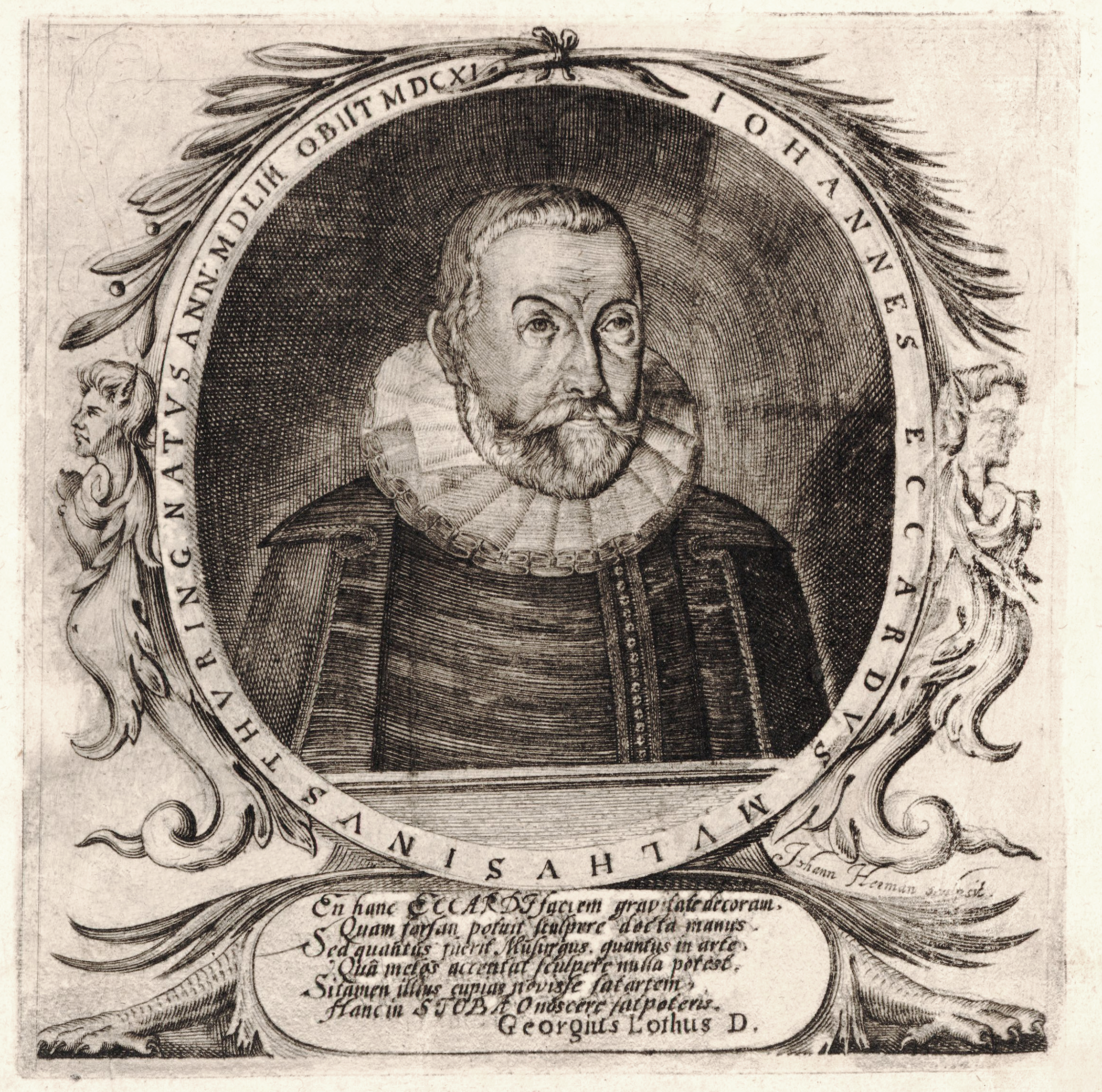
Johannes Eccard (1553–1611)

- Eccardt, John Giles († 1779), deutsch-britischer Porträtmaler
- Eccarius, Johann Georg (1818–1889), deutscher Schneider, Mitglied des Bundes der Kommunisten, Mitglied des Generalrates der Ersten Internationale
- Eccarius, Justus (1924–2013), deutscher Fußballspieler
- Eccarius, Kurt (1905–1984), deutscher SS-Hauptscharführer und Kriegsverbrecher
- Eccarius-Sieber, Artur (1864–1919), deutscher Musikpädagoge
- Eccel, Luíz Carlos (* 1952), brasilianischer Geistlicher, Altbischof von Caçador
- Ecchellensis, Abraham (1605–1664), maronitischer Theologe
- Eccher ab Eccho, Oswald (1867–1935), Landesbefehlshaber von Tirol
- Eccher, Bernhard (* 1948), österreichischer Rechtswissenschaftler und Hochschullehrer
- Ecchienus, Caspar, norwegischer Komponist
- Eccius, Max Ernst (1835–1918), deutscher Jurist
- Eccles, Clancy (1940–2005), jamaikanischer Reggae-Musiker und Produzent
- Eccles, David, 1. Viscount Eccles (1904–1999), britischer Politiker (Conservative Party), Mitglied des House of Commons
- Eccles, Diana, Viscountess Eccles (* 1933), britische Life Peeress
- Eccles, Edith (1910–1977), britische Klassische Archäologin
- Eccles, Henry, englischer Komponist
- Eccles, Henry E. (1898–1986), US-amerikanischer Militär, Konteradmiral der United States Navy
- Eccles, Joanne (* 1989), britische Voltigiererin
- Eccles, John († 1735), englischer Komponist
- Eccles, John Carew (1903–1997), australischer PhysiologeJohn Carew Eccles (1903–1997)

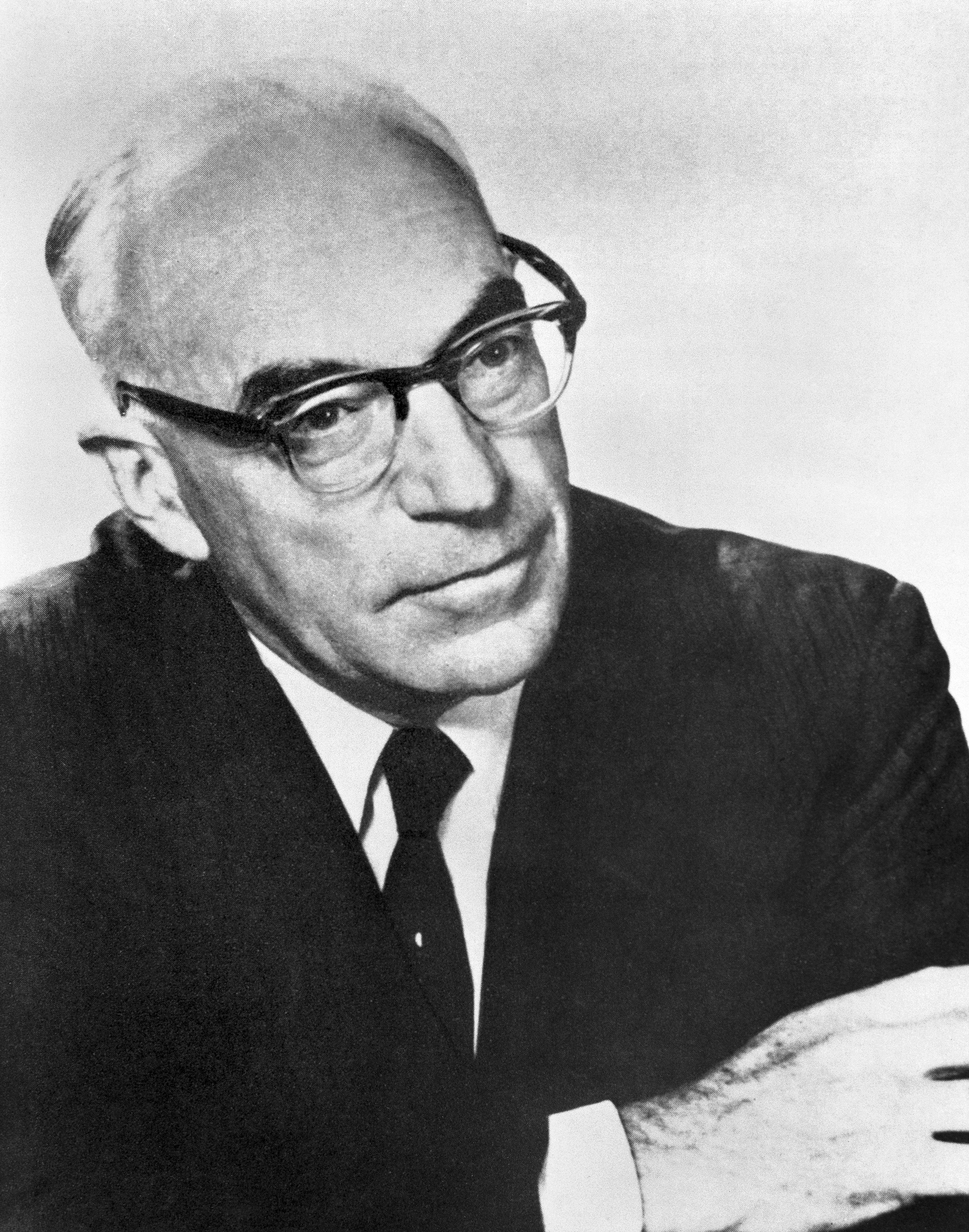
John Carew Eccles (1903–1997)

- Eccles, John, 2. Viscount Eccles (* 1931), britischer Peer und Geschäftsmann
- Eccles, Marjorie (1910–2007), britische Autorennfahrerin
- Eccles, Marriner S. (1890–1977), US-amerikanischer Unternehmer und Vorsitzender des Federal Reserve Boards
- Eccles, Robert G. (* 1951), US-amerikanischer Fachmann für betriebliches Reporting und Hochschullehrer
- Eccles, Roy (1900–1938), britischer Autorennfahrer
- Eccles, Tony (* 1970), englischer Dartspieler
- Eccles, William Henry (1875–1966), britischer Physiker
- Eccleston, Christopher (* 1964), britischer Schauspieler
- Eccleston, Mark (* 1969), britischer Rollstuhltennisspieler
- Eccleston, Samuel (1801–1851), Erzbischof von Baltimore
- Ecclestone, Bernie (* 1930), britischer Automobilsport-Funktionär, Unternehmer und Geschäftsführer der Formel-1-Holding SLECBernie Ecclestone (* 1930)

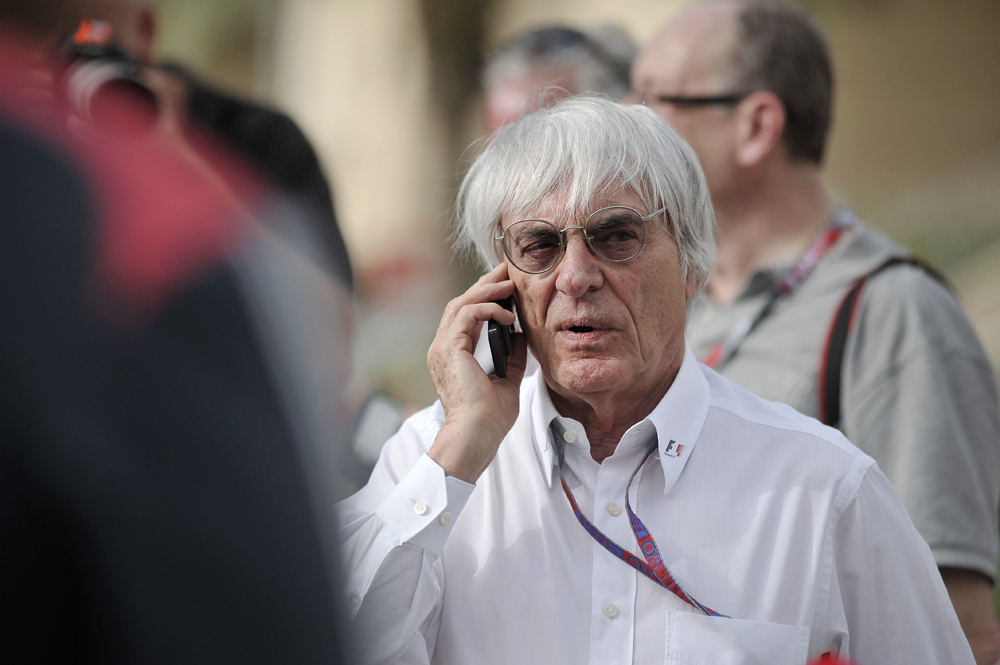
Bernie Ecclestone (* 1930)

- Ecclestone, Sophie (* 1999), englische Cricketspielerin
- Ecclestone, Tamara (* 1984), britische Moderatorin und Model
- Ecclestone, Tim (1947–2024), kanadischer Eishockeyspieler und -trainer
- Ecco2k (* 1994), schwedischer Sänger und Designer

### Ecd
- Ecdicius, weströmischer Heermeister

### Ece
- Ece, Arzu (* 1963), türkische Sängerin
- Ece, Eda (* 1990), türkische Schauspielerin
- Ece, Ihsan (* 1949), deutsch-türkischer Maler und Objektkünstler
- Ecevit, Bülent (1925–2006), türkischer MinisterpräsidentBülent Ecevit (1925–2006)

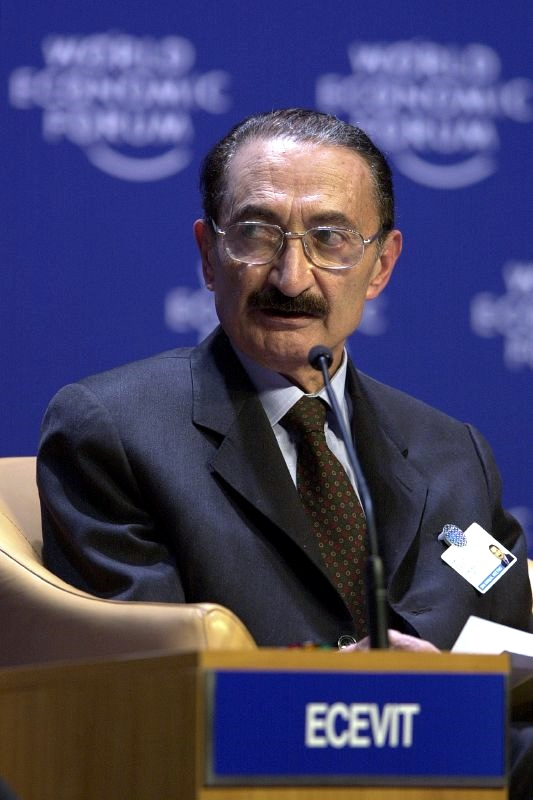
Bülent Ecevit (1925–2006)

- Ecevit, Rahşan (1923–2020), türkische Politikerin und Schriftstellerin

### Ecg
- Ecgberht I. († 673), König von Kent
- Ecgberht I. († 873), Subkönig von Northumbria (867–872)
- Ecgberht II., König in Kent
- Ecgberht II., König von Northumbria
- Ecgfrith († 685), König von Northumbria
- Ecgfrith (Mercia) († 796), König des angelsächsischen Königreichs Mercia
- Ecgric, König des angelsächsischen Königreiches East Anglia
- Ecgwald, Unterkönig in Sussex
- Ecgwine († 717), Bischof von Worcester

### Ech
- Ech-Chenna, Aïcha (1941–2022), marokkanische Frauenrechtlerin
- Echagaray, Bruno (* 1983), mexikanischer Tennisspieler
- Echagüe, Alberto (1909–1987), argentinischer Tango-Sänger und -Liedtexter
- Echagüe, Rafael (1815–1887), spanischer General
- Echakhch, Latifa (* 1974), französische Bildhauerin und Installationskünstlerin
- Echandi Jiménez, Mario (1915–2011), costa-ricanischer Politiker
- Echaniz, Gustavo (* 1960), argentinischer Fußballspieler
- Echániz, José (1905–1969), kubanischer Pianist, Dirigent und Musikpädagoge
- Echaniz, Pau (* 2001), spanischer Kanute
- Echanove, Juan (* 1961), spanischer Regisseur und Schauspieler
- Echargui, Moez (* 1993), tunesischer Tennisspieler
- Echarren Istúriz, Ramón (1929–2014), spanischer Geistlicher, römisch-katholischer Bischof der Kanarischen Inseln
- Echaurren, Federico Errázuriz (1850–1901), chilenischer Politiker
- Echávarri, Fernando (* 1972), spanischer Segler
- Echavarría Lazala, Pedro (1894–1967), dominikanischer Flötist und Musikpädagoge
- Echavarría y Aguirre, Jesús María (1858–1954), mexikanischer Geistlicher, Bischof von Saltillo
- Echavarría, Tony (1926–1993), dominikanischer Sänger und Kabarettist
- Echave, Federico (* 1960), spanischer Radrennfahrer
- Echazabal, Jocelin (* 2005), kubanische Sprinterin
- Eche, Ricardo (* 1962), brasilianischer Schauspieler
- Echebarria Arroita, Ambrosio (1922–2010), spanischer Geistlicher, katholischer Bischof von Barbastro-Monzón
- Echeberría, Luis María (1940–2016), spanischer Fußballspieler
- Echegaray, José (1832–1916), spanischer Schriftsteller, Politiker
- Echegaray, Kirla (* 1968), peruanische Rechtsanwältin und Politikerin
- Echegaray, Ramón (* 1935), venezolanischer Radrennfahrer
- Echegini, Jennifer (* 2001), nigerianische Fußballspielerin
- Echegoyen, Támara (* 1984), spanische Seglerin
- Echegui, Verónica (* 1983), spanische SchauspielerinVerónica Echegui (* 1983)

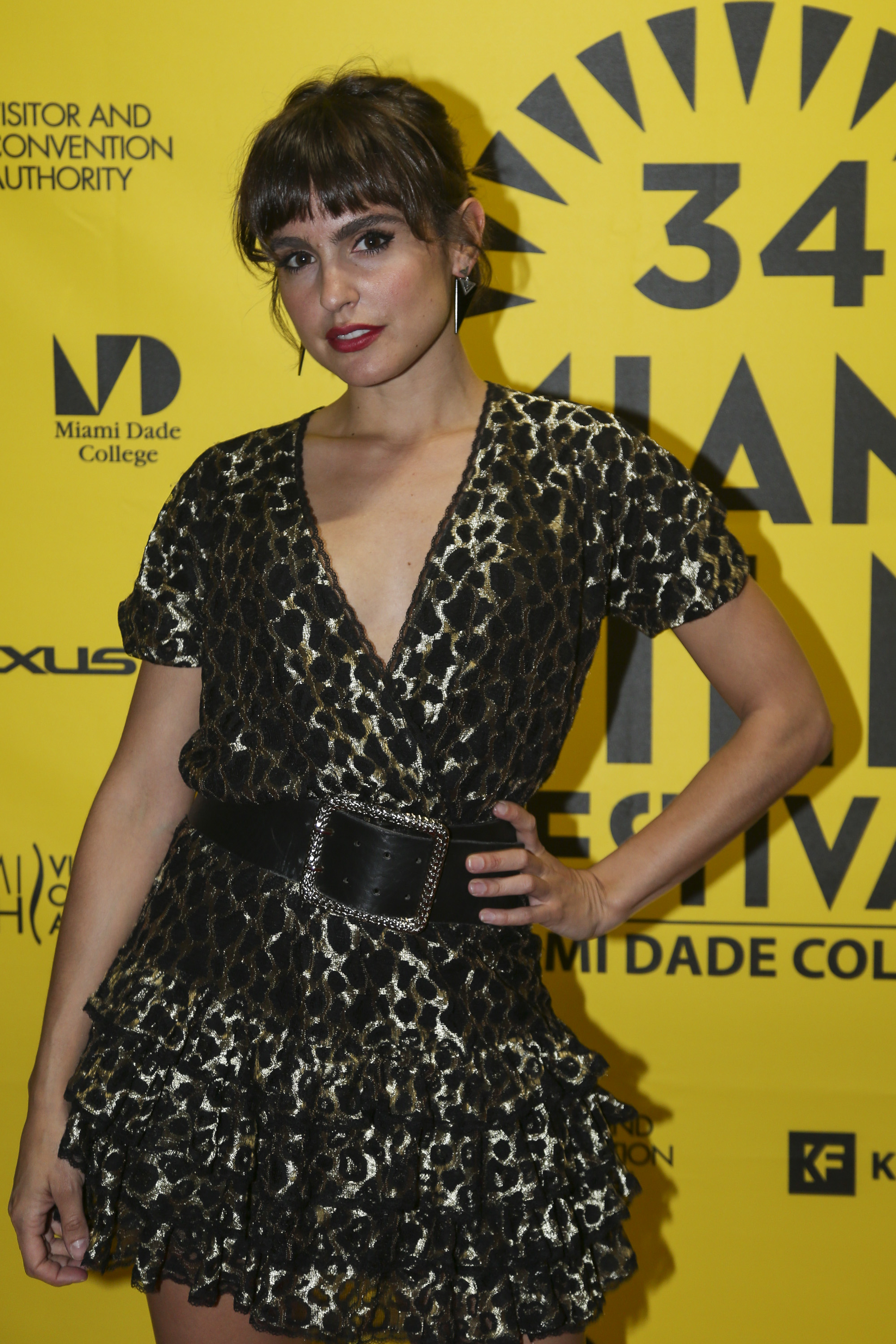
Verónica Echegui (* 1983)

- Echekrates, griechischer Philosoph (Pythagoreer)
- Echelman, Janet (* 1966), US-amerikanische Künstlerin
- Echelmeyer, Clemens (1895–1968), deutscher Geistlicher
- Echema, Augustine Ndubueze (* 1958), nigerianischer Geistlicher, römisch-katholischer Bischof von Aba
- Echenagusía, Carmelo (1932–2008), spanischer Geistlicher, römisch-katholischer Weihbischof in Bilbao
- Echenberg, Myron (1940–2022), kanadischer Historiker
- Echenique, Gregory (* 1990), venezolanischer Basketballspieler
- Echenique, José Rufino (1808–1887), peruanischer Militär und Politiker
- Echenique, Lucas Daniel (* 1983), argentinischer Fußballspieler
- Echenique, Pablo (* 1978), spanischer Wissenschaftler und Politiker (Podemos), MdEP
- Echenoz, Jean (* 1947), französischer Schriftsteller
- Echerer, Mercedes (* 1963), österreichische Schauspielerin und Politikerin (parteilos), MdEPMercedes Echerer (* 1963)

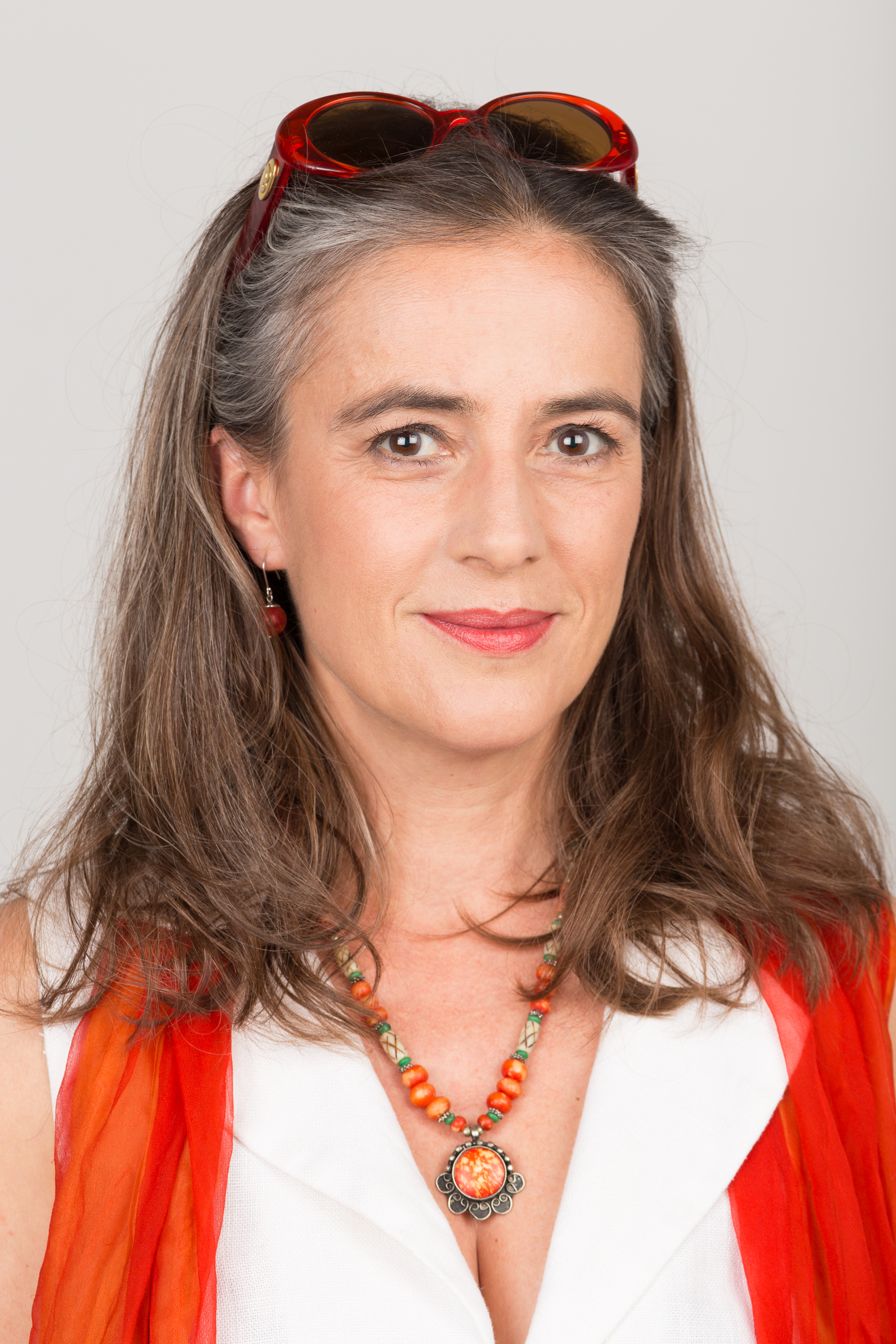
Mercedes Echerer (* 1963)

- Echevarría, Andrés (* 1964), uruguayischer Schriftsteller
- Echevarria, Antulio J. II. (* 1959), US-amerikanischer Offizier, Militärhistoriker, -stratege und -theoretiker
- Echevarría, Arantxa (* 1968), spanische Film- und Fernsehregisseurin, Drehbuchautorin und Produzentin
- Echevarría, Carlos (* 1940), spanischer Radrennfahrer
- Echevarría, Emilio (1944–2025), mexikanischer Schauspieler
- Echevarria, Gorka (* 1983), spanischer Eishockeyspieler
- Echevarría, Guillermo (1948–2021), mexikanischer Schwimmer
- Echevarría, Ignacio (* 1960), spanischer Philologe, Verleger und Literaturkritiker
- Echevarría, Javier (1932–2016), spanischer Theologe und Prälat des Opus Dei
- Echevarría, Juan Miguel (* 1998), kubanischer Leichtathlet
- Echevarría, Nicolás (* 1947), mexikanischer Filmregisseur
- Echeverri, Andrea (* 1965), kolumbianische Musikerin und Keramikerin
- Echeverri, Claudio (* 2006), argentinischer Fußballspieler
- Echeverri, Héctor (1938–1988), kolumbianischer Fußballspieler
- Echeverri, Isabella (* 1994), kolumbianische Fußballspielerin
- Echeverri, Octavio (* 1931), kolumbianischer Radrennfahrer
- Echeverría Alam, Nadia (* 1995), venezolanische Tennisspielerin
- Echeverría Álvarez, Luis (1922–2022), mexikanischer Politiker, Präsident Mexikos (1970–1976)
- Echeverría Bello, Inés (1868–1949), chilenische Schriftstellerin
- Echeverria Benitez, Lidiannis (* 1996), kubanische Beachvolleyballspielerin
- Echeverría Ruiz, Bernardino (1912–2000), ecuadorianischer römisch-katholischer Ordensgeistlicher, Erzbischof von Guayaquil und Kardinal
- Echeverría Verdesoto, Vincente Danilo (* 1962), ecuadorianischer römisch-katholischer Geistlicher, Weihbischof in Quito
- Echeverría y Godoy, Atanasio, mexikanischer Zeichner
- Echeverria, Axel (* 1980), deutscher Politiker (SPD), MdB
- Echeverría, Bolívar (1941–2010), ecuadorianisch-mexikanischer Wissenschaftler, Philosoph und Schriftsteller
- Echeverría, Esteban (1805–1851), argentinischer Dichter
- Echeverria, Graciela Morales F. de, Diplomatin Costa Ricas
- Echeverría, María José (* 1982), chilenische Sprinterin
- Echeverría, Ricardo (1918–1988), chilenischer Springreiter
- Echeverría, Roberto (* 1976), chilenischer Langstreckenläufer
- Echeverría, Rodrigo (* 1995), chilenischer Fußballspieler
- Echeverry, Darwin (* 1996), spanischer Sprinter
- Echeverry, Julio (* 1957), kolumbianischer Radrennfahrer
- Echiéjilé, Elderson (* 1988), nigerianischer Fußballspieler
- Echigo, Kazuo (* 1965), japanischer Fußballspieler
- Echigo, Tomoya (* 1992), japanischer Eishockeyspieler
- Echikunwoke, Annette (* 1996), nigerianisch-US-amerikanische Hammerwerferin
- Echikunwoke, Megalyn (* 1983), US-amerikanische SchauspielerinMegalyn Echikunwoke (* 1983)

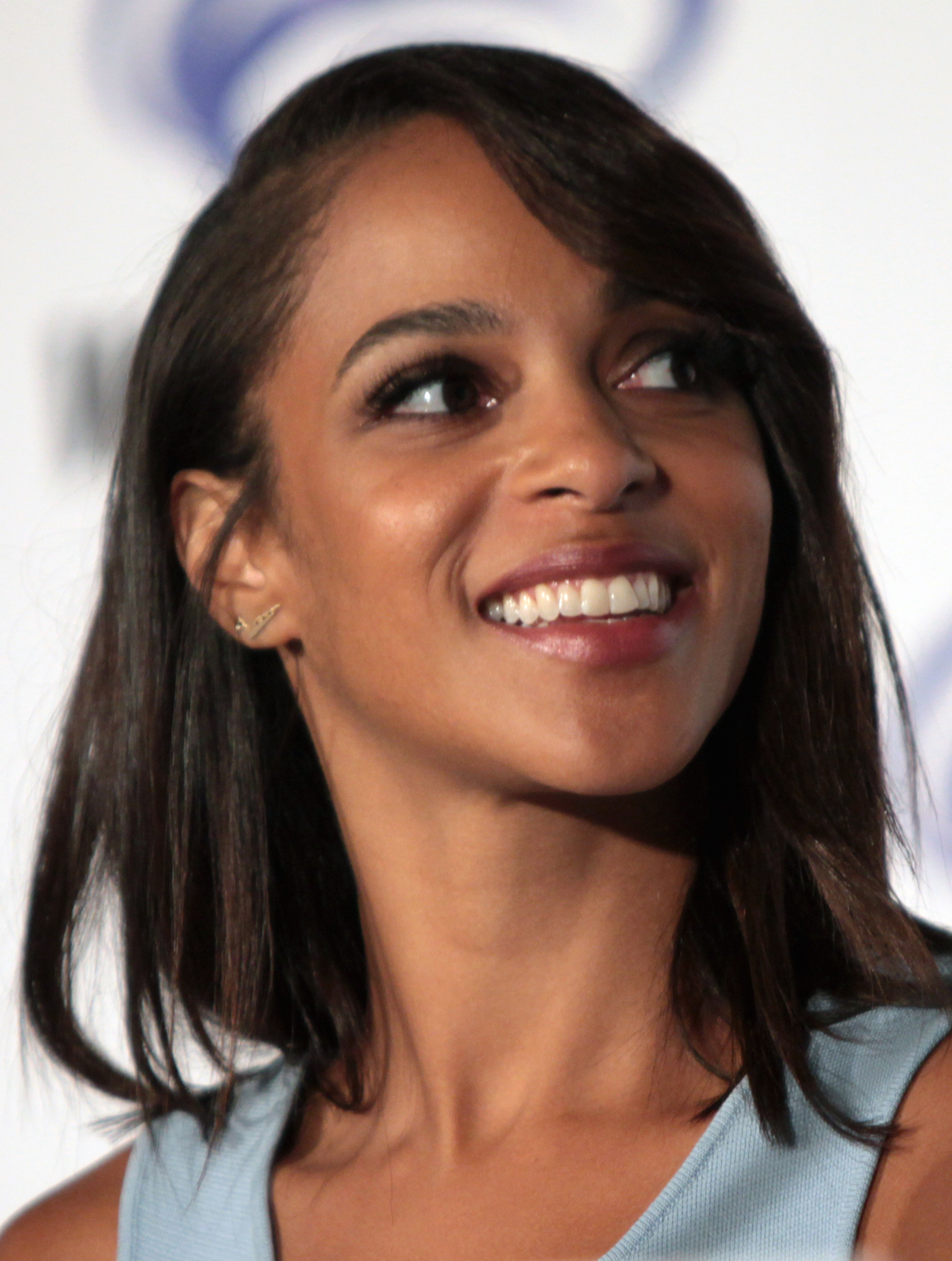
Megalyn Echikunwoke (* 1983)

- Echinger, Josef (1841–1911), deutscher Posthalter, Bürgermeister und Politiker, MdR
- Echlin, Kim (* 1955), kanadische Schriftstellerin
- Echnaton, Pharao des alten Ägyptens während des neuen Reiches, 18. DynastieEchnaton

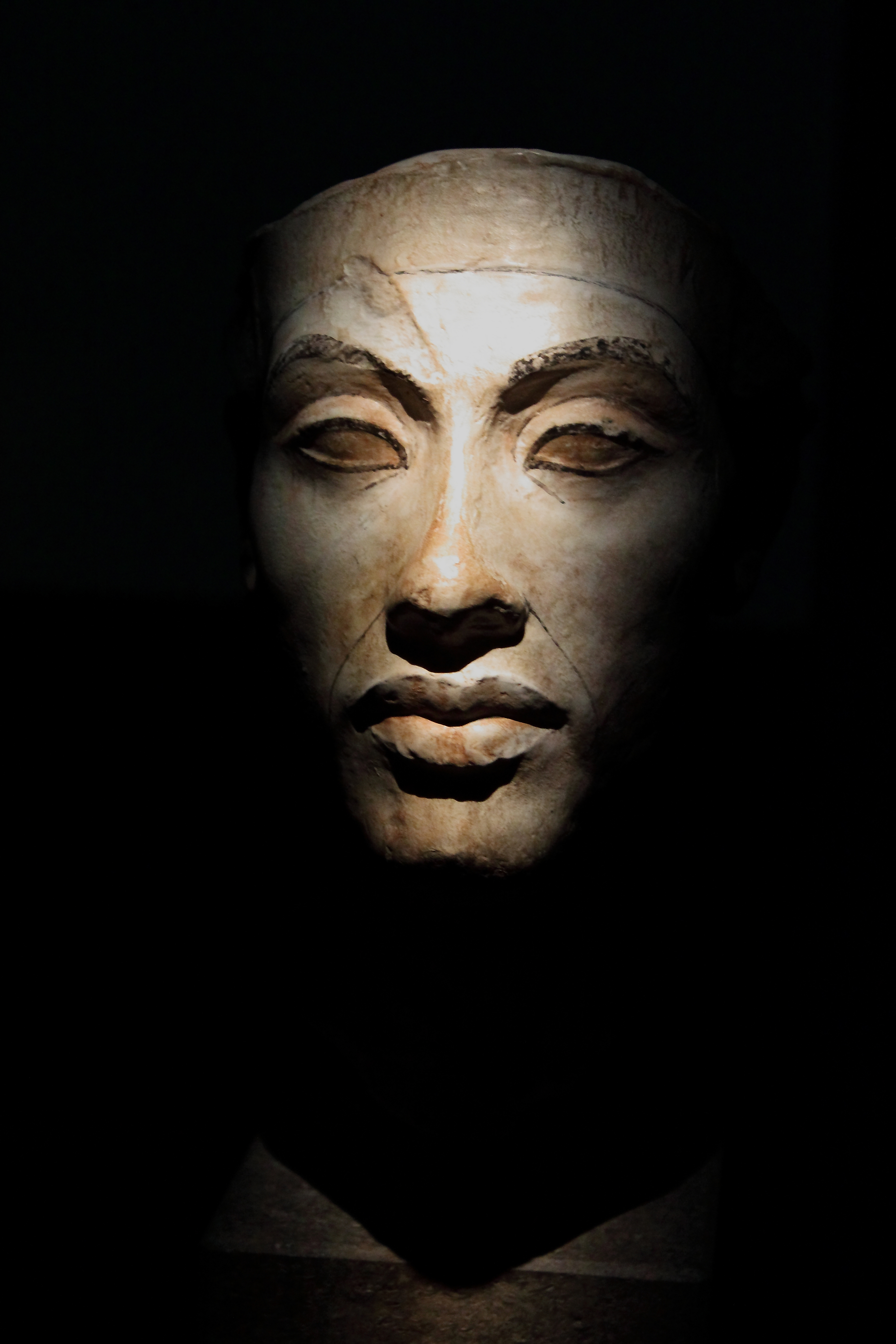
Echnaton

- Echner-Klingmann, Marliese (1937–2020), deutsche Mundartdichterin und Bühnenautorin
- Echo Valley (1954–2011), US-amerikanische Pornodarstellerin
- Echolette, Ricky (* 1958), deutscher Musiker und ehemaliges Mitglied der deutschen Synthie-Pop-Band Alphaville
- Echols, Brandin (* 1997), US-amerikanischer American-Football-Spieler
- Echols, Edward (1849–1914), US-amerikanischer Politiker
- Echols, Jennifer, US-amerikanische Schriftstellerin
- Echols, John (1823–1896), Politiker und General der Konföderierten im Amerikanischen Bürgerkrieg
- Echols, Joseph Hubbard (1816–1885), US-amerikanischer Plantagenbesitzer und Politiker
- Echols, Leonard S. (1871–1946), US-amerikanischer Politiker
- Echols, Sheila (* 1964), US-amerikanische Sprinterin und Olympiasiegerin
- Echouafni, Olivier (* 1972), französischer Fußballspieler und -trainer
- Echt, Rudolf (* 1950), deutscher Prähistoriker
- Echt, Samuel (1888–1974), deutschamerikanischer Pädagoge
- Echte, Bernhard (* 1958), deutscher Literaturwissenschaftler, Robert-Walser-Forscher
- Echte, Dorothea (* 1967), deutsche Nachrichtensprecherin und Fernsehmoderatorin
- Echte, Karl (1885–1960), deutscher Politiker (CSVD), MdR
- Echteler, Joseph (1853–1908), deutscher Bildhauer
- Echter von Mespelbrunn, Julius (1545–1617), Fürstbischof von Würzburg und Herzog von FrankenJulius Echter von Mespelbrunn (1545–1617)

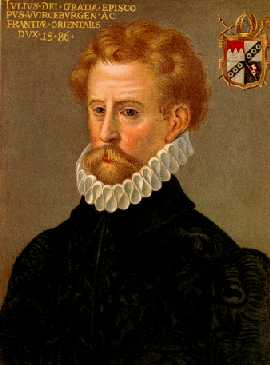
Julius Echter von Mespelbrunn (1545–1617)

- Echter von Mespelbrunn, Valentin (1550–1624), deutscher Reichshofrat, Domherr, Amtmann
- Echter, Dorothee (* 1949), deutsche Unternehmensberaterin und Autorin
- Echter, Josef (1872–1952), deutscher Landrat
- Echter, Katharina (* 1982), deutsche Biathletin und BMX-Sportlerin
- Echter, Michael (1812–1879), deutscher Maler
- Echterhoff, Siegfried (* 1960), deutscher Mathematiker
- Echterhoff, Wilfried (* 1942), deutscher Psychologe und Hochschullehrer
- Echterhölter, Anna (* 1973), deutsche Historikerin
- Echtermann, Jörg (* 1958), deutscher Bahnradsportler
- Echtermeier, Carl (1845–1910), deutscher Bildhauer und Hochschullehrer
- Echtermeyer, Curt (1896–1971), deutscher Maler
- Echtermeyer, Ernst Theodor (1805–1844), deutscher Schriftsteller
- Echtermeyer, Theodor (1863–1932), deutscher Gartenbauwissenschaftler
- Echternach, Helmut (1907–1988), deutscher Pastor, protestantischer Theologe (Dogmatiker) und Bischof
- Echternach, Jürgen (1937–2006), deutscher Politiker (CDU), MdHB, MdBJürgen Echternach (1937–2006)

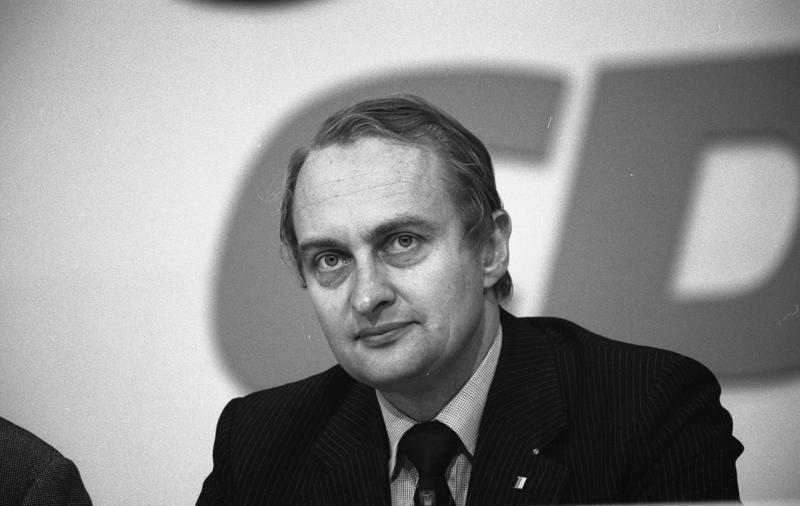
Jürgen Echternach (1937–2006)

- Echternach, Matthias (* 1973), deutscher Phoniater und Pädaudiologe
- Echternacher Meister, Elfenbeinschnitzer
- Echternkamp, Jörg (* 1963), deutscher Militärhistoriker
- Echtler, Adolf (1843–1914), deutscher Genremaler
- Echtler, Eduard, deutscher Maler und Fotograf
- Echtler, Martin (* 1969), deutscher Bergsteiger und Alpinsportler
- Echtler-Schleich, Christine (* 1963), deutsche Skibergsteigerin

### Eck
- Eck, Adolf von (1860–1923), deutscher Gutsbesitzer und Mitglied des Provinziallandtages der Provinz Hessen-Nassau
- Eck, Alan (* 1969), US-amerikanischer Schiedsrichter im American Football
- Eck, Armin (1914–1984), deutscher Offizier, Leiter des Militärischen Abschirmdienstes
- Eck, Armin (* 1964), deutscher Fußballspieler
- Eck, Barbara (* 1968), österreichische Judoka
- Eck, Christof (1968–2011), deutscher Mathematiker
- Eck, Cornelis van (1662–1732), niederländischer Jurist
- Eck, Friedrich († 1838), deutscher Komponist
- Eck, Friedrich (1869–1931), deutscher Porzellanarbeiter und Politiker
- Eck, Friedrich Arnold von (1785–1870), deutscher Jurist und Mitglied des Provinziallandtages der Provinz Hessen-Nassau
- Eck, Georg (1882–1945), banatschwäbischer römisch-katholischer Geistlicher und Märtyrer
- Eck, Gerhard (* 1960), deutscher Politiker (CSU), MdLGerhard Eck (* 1960)

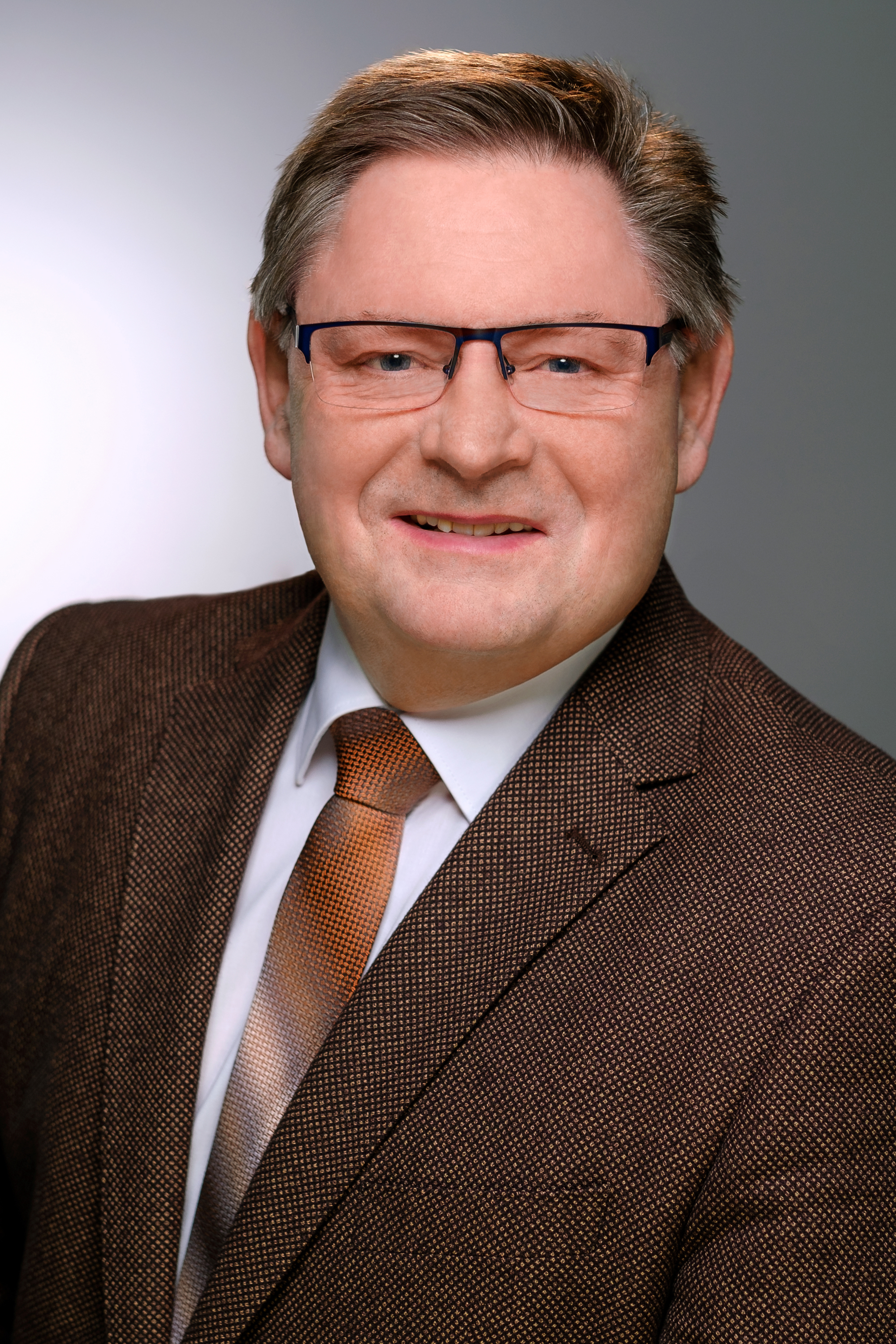
Gerhard Eck (* 1960)

- Eck, Hans (* 1925), deutscher Politiker (CDU), MdL
- Eck, Hayat Van (* 2000), niederländisch-türkischer Schauspieler
- Eck, Heinrich Adolf von (1837–1925), deutscher Geologe und Paläontologe
- Eck, Heinz-Wilhelm (1916–1945), deutscher U-Boot-Kommandant im Zweiten Weltkrieg, 1945 hingerichteter Kriegsverbrecher
- Eck, Ines (* 1956), deutsche Künstlerin
- Eck, Jan van Panthaleon van (1880–1965), niederländischer Manager
- Eck, Jeroen van (* 1993), niederländischer Mountainbiker
- Eck, Johann († 1554), deutscher evangelischer Theologe und fränkischer Reformator
- Eck, Johann (1832–1920), deutscher Landwirt, Bürgermeister und Mitglied des Deutschen Reichstages
- Eck, Johann Georg (1745–1808), deutscher Philologe
- Eck, Johann von († 1524), deutscher Jurist
- Eck, Johanna (1888–1979), deutsche Gerechte unter den Völkern
- Eck, Johannes (1486–1543), katholischer Theologe
- Eck, Johnny (1911–1991), US-amerikanischer Schauspieler, Künstler, Zauberer und MusikerJohnny Eck (1911–1991)

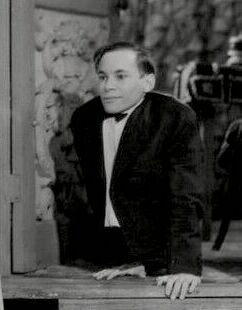
Johnny Eck (1911–1991)

- Eck, Klaus (1881–1929), deutscher Journalist und Verleger
- Eck, Klaus (* 1949), deutscher Verlagsmanager
- Eck, Leonhard von (1480–1550), deutscher Politiker
- Eck, Matthias (* 1982), deutscher American-Football-Spieler
- Eck, Nicolaus (1541–1623), Bürgermeister und Burggraf von Riga
- Eck, Oswald von († 1573), Humanist, Rektor der Universität Ingolstadt und Sammler der Schriften Johannes Aventins
- Eck, Paul (1822–1889), deutscher Unterstaatssekretär im Reichskanzleramt
- Eck, Peter (1944–1968), deutsches Todesopfer an der innerdeutschen Grenze
- Eck, René van (* 1966), niederländischer Fußballspieler und -trainerRené van Eck (* 1966)

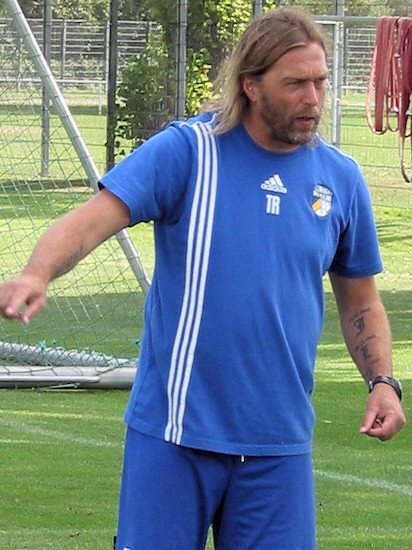
René van Eck (* 1966)

- Eck, Samuel (1856–1919), Theologe und Landtagsabgeordneter Volksstaat Hessen
- Eck, Siegfried (1942–2005), deutscher Ornithologe
- Eck, Simon († 1574), bayerischer Hofkanzler und kaiserlicher Rat
- Eck, Stefan Bernhard (* 1956), deutscher Tierrechtler und Politiker (Die Tierschutzpartei, parteilos), MdEP
- Eck, Victor von (1813–1893), nassauischer Politiker
- Eck, Werner (* 1939), deutscher Althistoriker

#### Ecka
- Eckard von Lauterbeck († 1338), salzburgischer römisch-katholischer Geistlicher
- Eckard, Dietrich Gotthard (1696–1760), deutscher Jurist
- Eckard, Johann Gottfried (1735–1809), deutscher Pianist und Komponist
- Eckard, Josef (1865–1906), römisch-katholischer Geistlicher, Sozialreformer und Politiker
- Eckard, Max (1914–1998), deutscher Schauspieler, Hörspiel- und Synchronsprecher
- Eckard, Viktor (1838–1907), preußischer Verwaltungsjurist und Landrat
- Eckardstein, Ernst Jacob von (1742–1803), deutscher Unternehmer, Großgrundbesitzer und Kammerherr
- Eckardstein, Gottfried Bernhard von (1769–1816), deutscher Unternehmer
- Eckardstein, Severin von (* 1978), deutscher Pianist
- Eckardstein-Prötzel, Ernst von (1824–1899), deutscher Politiker, MdR
- Eckardt, Alfred (1903–1980), deutscher experimenteller Physiker, Elektrotechniker und Hochschullehrer
- Eckardt, Alois (1845–1906), deutscher Maler
- Eckardt, Andre (1884–1974), deutscher Koreanist und Autor
- Eckardt, Anke (* 1976), deutsche Künstlerin
- Eckardt, Annette von (1871–1934), deutsche Malerin, Restauratorin, Kopistin, Textilkünstlerin, Kunstschriftstellerin und AntiquitätenhändlerinAnnette von Eckardt (1871–1934)

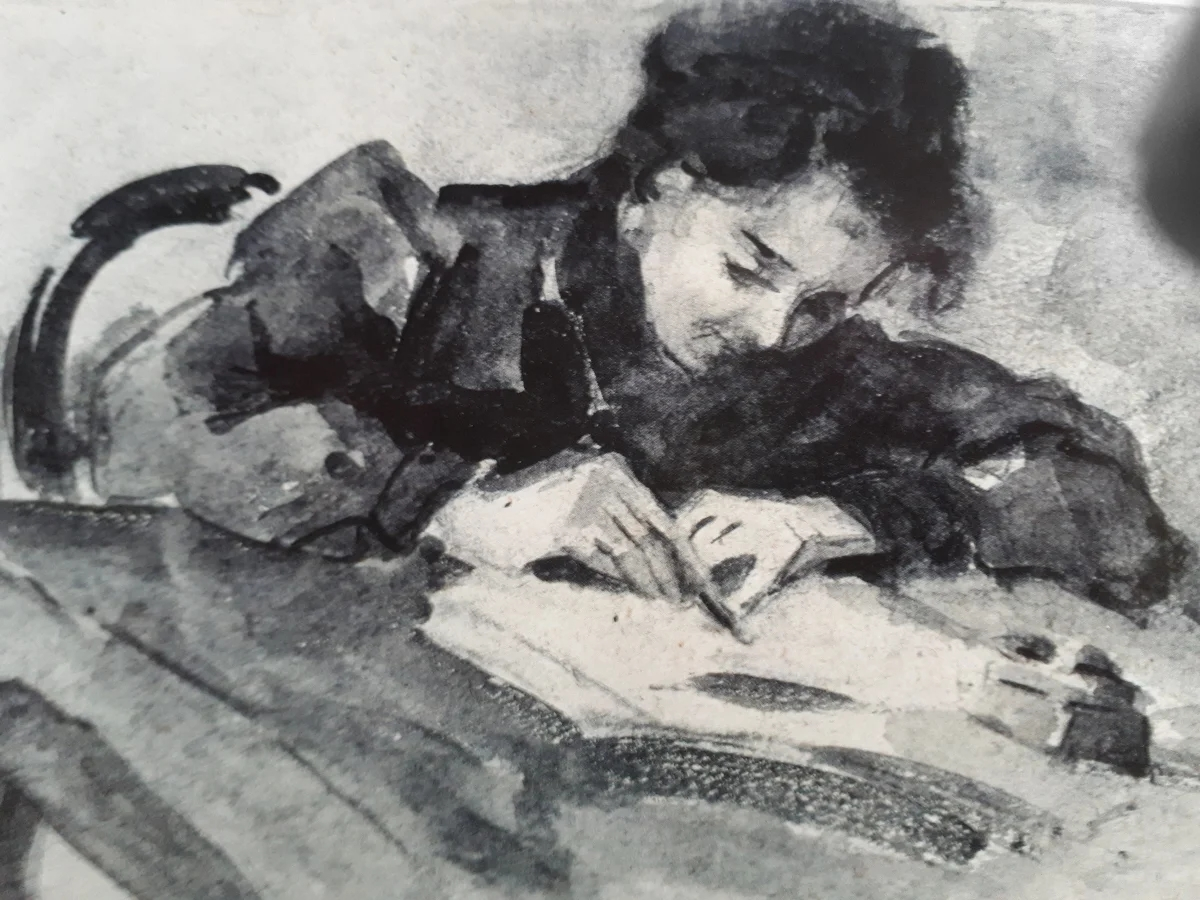
Annette von Eckardt (1871–1934)

- Eckardt, Arno (1900–1975), deutscher Industrieller
- Eckardt, August (1871–1938), deutscher Geologe, Bergbau-Manager und Politiker (DNVP), Landtagspräsident in Sachsen
- Eckardt, Bruno (1892–1987), deutscher Meteorologe
- Eckardt, Carl (1882–1958), deutscher Politiker (USPD; VKPD)
- Eckardt, David-Christian (* 1967), deutscher Politiker (SPD), MdL
- Eckardt, Diederich (* 1961), deutscher Rechtswissenschaftler und Hochschullehrer
- Eckardt, Dieter (1938–2018), deutscher Germanist und Museumsleiter in Weimar
- Eckardt, Dorothea (1903–1974), deutsche Journalistin und Frauenrechtlerin
- Eckardt, Emanuel (* 1942), deutscher Journalist, Publizist und Karikaturist
- Eckardt, Emil Eduard (1871–1945), deutscher Miniaturmaler und Radierer
- Eckardt, Ernst (1880–1945), deutscher Jurist und Vorsitzender Richter am Sondergericht Dortmund
- Eckardt, Ernst (1922–2002), deutscher Politiker (CDU)
- Eckardt, Ernst Wilhelm Traugott (1819–1892), deutscher Bezirksschulinspektor, Lehrer und Schuldirektor
- Eckardt, Felix von (1903–1979), deutscher Journalist, Drehbuchautor und Politiker (CDU)Felix von Eckardt (1903–1979)

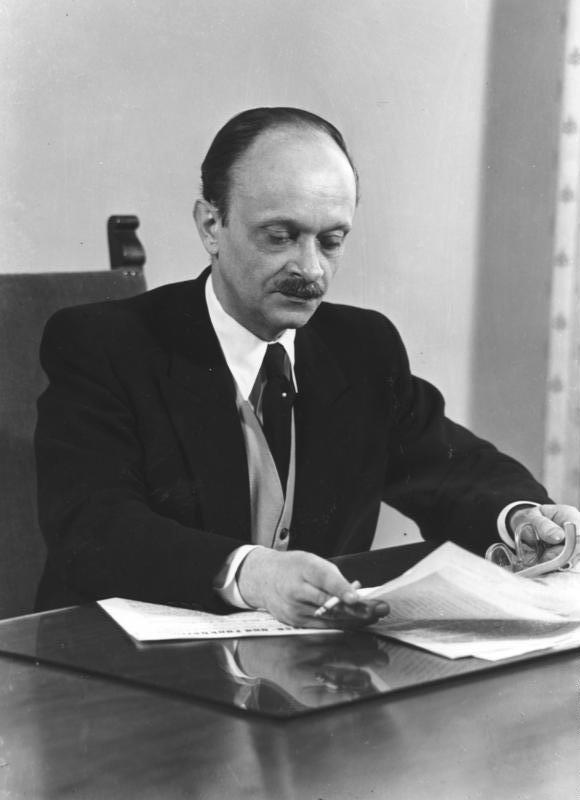
Felix von Eckardt (1903–1979)

- Eckardt, Frank (* 1967), deutscher Stadtforscher
- Eckardt, Friedrich (* 1888), deutscher Politiker (KPD/SED)
- Eckardt, Götz (1928–1992), deutscher Kunsthistoriker und Publizist
- Eckardt, Günther (* 1933), deutscher Maler und Grafiker
- Eckardt, Hans (1905–1969), deutscher Kunsthistoriker und Japanologe
- Eckardt, Hans von (1890–1957), deutscher Soziologe, Politik- und Medienwissenschaftler
- Eckardt, Harry (* 1929), deutscher Wirtschaftswissenschaftler und Mitglied der Volkskammer der DDR
- Eckardt, Heinrich (1877–1957), deutscher Unternehmer und Politiker (SPD)
- Eckardt, Heinrich von (1861–1944), deutsch-baltischer Dragoman und Diplomat
- Eckardt, Jo (* 1961), deutsche Autorin
- Eckardt, Johann Ludwig von (1737–1800), deutscher Rechtswissenschaftler
- Eckardt, Julius von (1836–1908), Hamburger Senatssekretär, deutscher Diplomat, Journalist und Historiker
- Eckardt, Kai-Uwe (* 1960), deutscher Mediziner und Hochschullehrer
- Eckardt, Karl (1896–1953), deutscher Wirtschaftsfunktionär und NSDAP-Gauwirtschaftsberater
- Eckardt, Karl-Heinz (1912–1957), deutscher Sportfunktionär, Präsident des Deutschen Tischtennis-Bundes
- Eckardt, Kerstin (* 1966), deutsche Politikerin (CDU)
- Eckardt, Ludwig (1827–1871), österreichischer Dichter und Schriftsteller
- Eckardt, Manfred (* 1937), deutscher Fußballspieler
- Eckardt, Manuel (* 1974), deutscher Fitnesstrainer, Unternehmer, Autor und Politiker
- Eckardt, Marcel (* 1989), deutscher SnookerschiedsrichterMarcel Eckardt (* 1989)

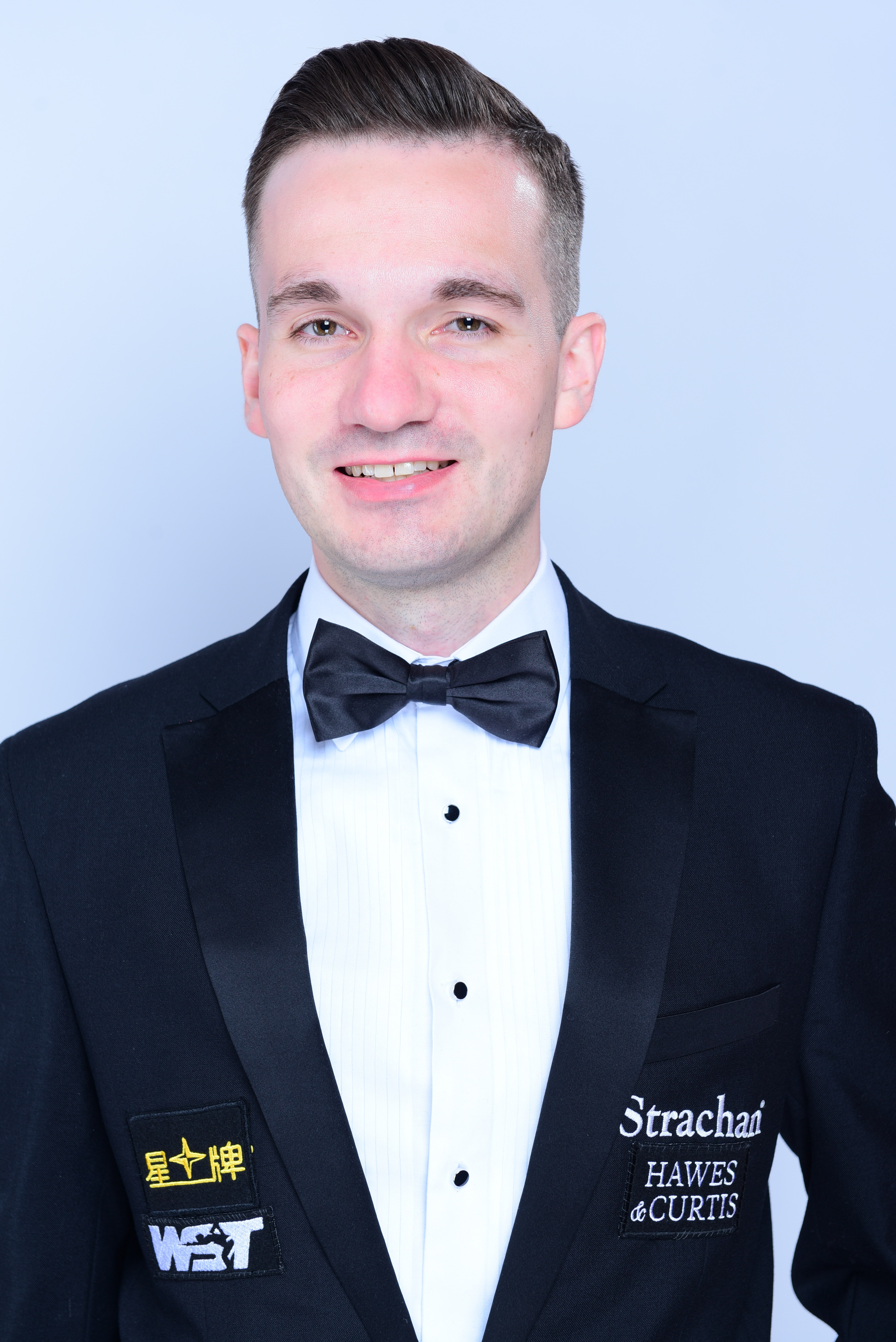
Marcel Eckardt (* 1989)

- Eckardt, Marius (* 2003), deutscher Volleyballspieler
- Eckardt, Martina (* 1967), deutsche Ökonomin
- Eckardt, Milena von (1912–1971), deutsche Schauspielerin und Schauspiellehrerin
- Eckardt, Moritz (* 2001), deutscher Volleyball- und Beachvolleyballspieler
- Eckardt, Nikolaus Wilhelm (1820–1880), deutscher Bürgermeister und Politiker
- Eckardt, Paul (1867–1951), deutscher Jurist und Diplomat
- Eckardt, Peter (1940–2023), deutscher Politiker (SPD), MdB
- Eckardt, René (* 1990), deutscher Fußballspieler
- Eckardt, Samuel David Christian († 1806), preußischer Beamter, Geheimer Oberbergrat und Direktor des Magdeburg-Halberstädtischen Oberbergamtes Rothenburg
- Eckardt, Sandra (* 1975), deutsche Moderatorin
- Eckardt, Theo (1910–1977), deutscher Botaniker
- Eckardt, Tillmann (* 1996), deutscher Schauspieler, DJ und MusikproduzentTillmann Eckardt (* 1996)

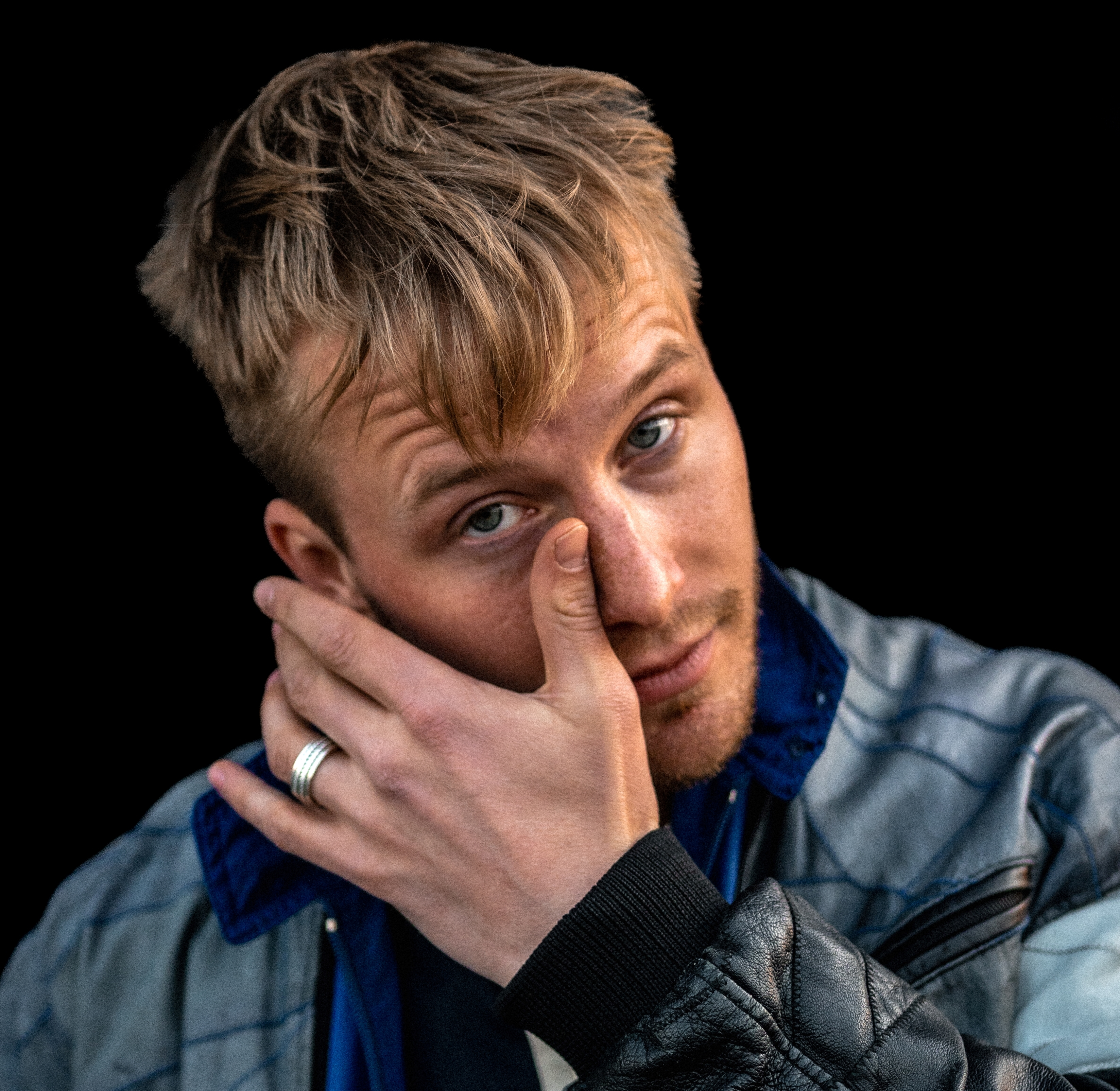
Tillmann Eckardt (* 1996)

- Eckardt, Wolf von (1918–1995), US-amerikanischer Architekturkritiker
- Eckardt, Wolfgang (1919–1999), deutscher Bildhauer
- Eckardt-Neudeck, Johanna (* 1935), deutsche Designerin und Holzkünstlerin
- Eckart, Alfred (1901–1940), deutscher Politiker (NSDAP), MdR und SA-Führer
- Eckart, Angelika M. (* 1956), deutsche katholische Theologin
- Eckart, Anselm (1721–1809), deutscher Ordenspriester und Missionar
- Eckart, Carl Henry (1902–1973), US-amerikanischer Physiker und Ozeanograph
- Eckart, Christel, deutsche Soziologin
- Eckart, Christian (* 1959), kanadisch-US-amerikanischer bildender Künstler
- Eckart, Dennis E. (* 1950), US-amerikanischer Politiker (Demokratische Partei)
- Eckart, Dieter (1938–2017), deutscher Journalist und Zeitungsmacher
- Eckart, Dietrich (1868–1923), deutscher Publizist, sowie Weggefährte und väterlicher Freund Adolf Hitlers
- Eckart, Gabriele (* 1954), deutsche Schriftstellerin
- Eckart, Gottfried (1906–1999), deutscher Physiker, Elektrotechniker und Hochschullehrer
- Eckart, Joachim (1928–2023), deutscher Anästhesist und Ernährungsmediziner
- Eckart, Joachim (* 1955), deutscher katholischer Theologe
- Eckart, Lutz (1919–2000), deutscher akademischer Kunstmaler und Restaurator
- Eckart, Nicolaus (1794–1862), deutscher Politiker (Mitglied der Frankfurter Nationalversammlung)
- Eckart, Otto (1936–2016), deutscher Lebensmittelunternehmer
- Eckart, Peter (* 1961), deutscher Designer und Professor
- Eckart, Rudolf (1861–1922), deutscher Germanist und Volkskundler
- Eckart, Simon (1848–1919), deutscher Bauunternehmer, Steinmetz und Politiker, MdR
- Eckart, Tommi (* 1963), deutscher Musikproduzent und KomponistTommi Eckart (* 1963)

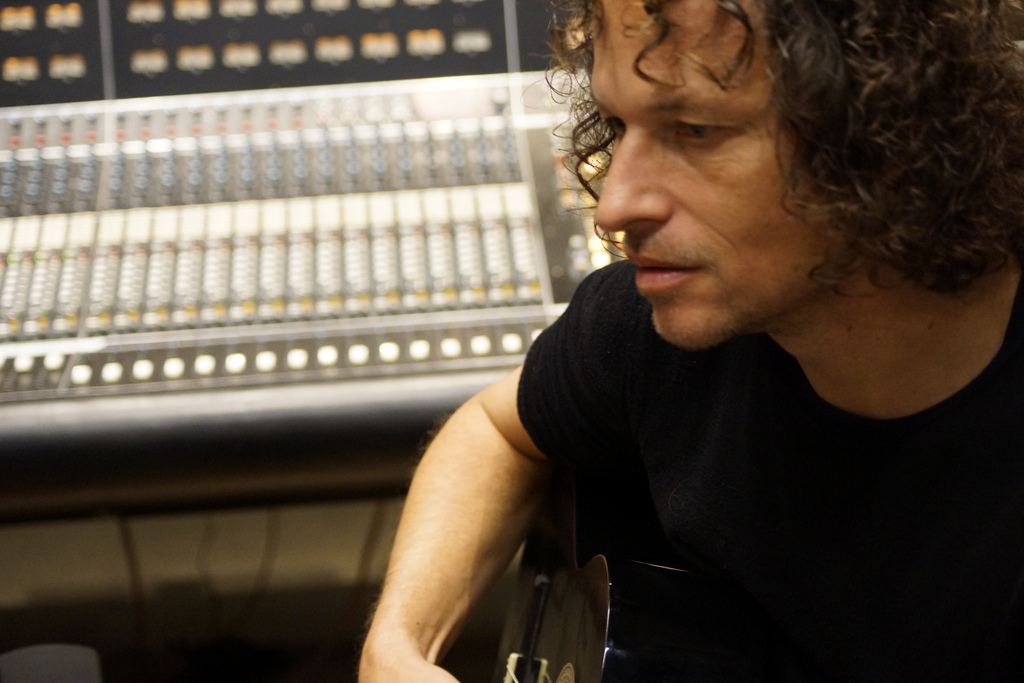
Tommi Eckart (* 1963)

- Eckart, Vanessa (* 1987), deutsche Schauspielerin und Synchronsprecherin
- Eckart, Werner (1909–1997), deutscher Lebensmittelunternehmer
- Eckart, Wolfgang U. (1952–2021), deutscher Medizinhistoriker
- Eckarth, Friedrich (1687–1736), deutscher Landwirt und Chronist
- Eckarth, Gotthelf Traugott (1714–1762), deutscher Häusler und Chronist
- Eckarth, Gottlob (1731–1802), deutscher Weber und Chronist
- Eckartsberg, Alexander von (1815–1896), preußischer Generalmajor, Kommandeur der 22. Infanterie-Brigade und Rechtsritter des Johanniterordens
- Eckartsberg, Ernst Ludwig Heinrich von (1748–1801), preußischer Landrat, Kammerherr und Direktor der Schlesischen Landschaft
- Eckartsberg, Johann Ludwig von (1723–1793), preußischer Generalmajor, Regimentschef
- Eckartsberg, Karl Heinrich von (1778–1852), preußischer Landrat
- Eckartshausen, Karl von (1752–1803), deutscher Schriftsteller, Philosoph und TheosophKarl von Eckartshausen (1752–1803)

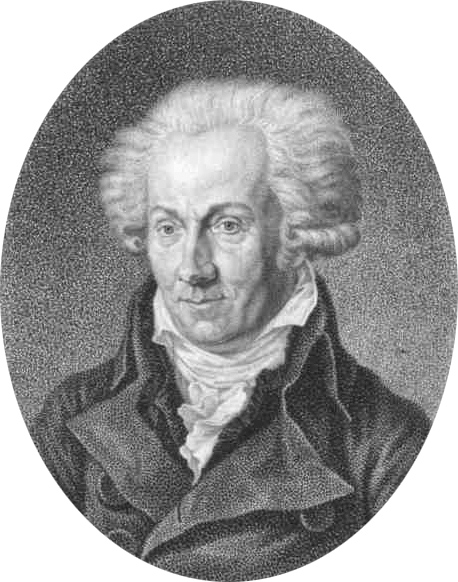
Karl von Eckartshausen (1752–1803)

#### Eckb
- Eckbauer, Christa, deutsche Fußballtorhüterin
- Eckbauer, Edith (* 1949), deutsche Ruderin
- Eckbauer, Rolf (* 1894), österreichischer Aufnahmeleiter und Produktionsleiter
- Eckbert von Schönau († 1184), Abt des Klosters Schönau
- Eckbo, Eivind (1927–2017), norwegischer Politiker
- Eckbo, Garrett (1910–2000), US-amerikanischer Landschaftsarchitekt
- Eckbrecht von Dürckheim-Montmartin, Alfred (1850–1912), bayerischer General der Infanterie
- Eckbrecht von Dürckheim-Montmartin, Ferdinand (1812–1891), französischer Jurist
- Eckbrett, Torsten (* 1984), deutscher Kanute

#### Ecke
- Ecke, Andreas (* 1957), deutscher Übersetzer
- Ecke, Jürgen (* 1957), deutscher Filmkomponist und Musiker
- Ecke, Matthias (* 1983), deutscher Politiker (SPD), MdEP
- Ecke, Wolfgang (1927–1983), deutscher Schriftsteller

##### Eckeb
- Eckebrecht, Philipp (1594–1667), deutscher Kaufmann und Astronom

##### Eckel
- Eckel, August (1896–1978), deutscher Politiker, Abgeordneter des Kurhessischen Kommunallandtages
- Eckel, Bruce (* 1957), US-amerikanischer Informatiker
- Eckel, Heyo (* 1935), deutscher Radiologe und ärztlicher Standespolitiker
- Eckel, Horst (1932–2021), deutscher FußballspielerHorst Eckel (1932–2021)

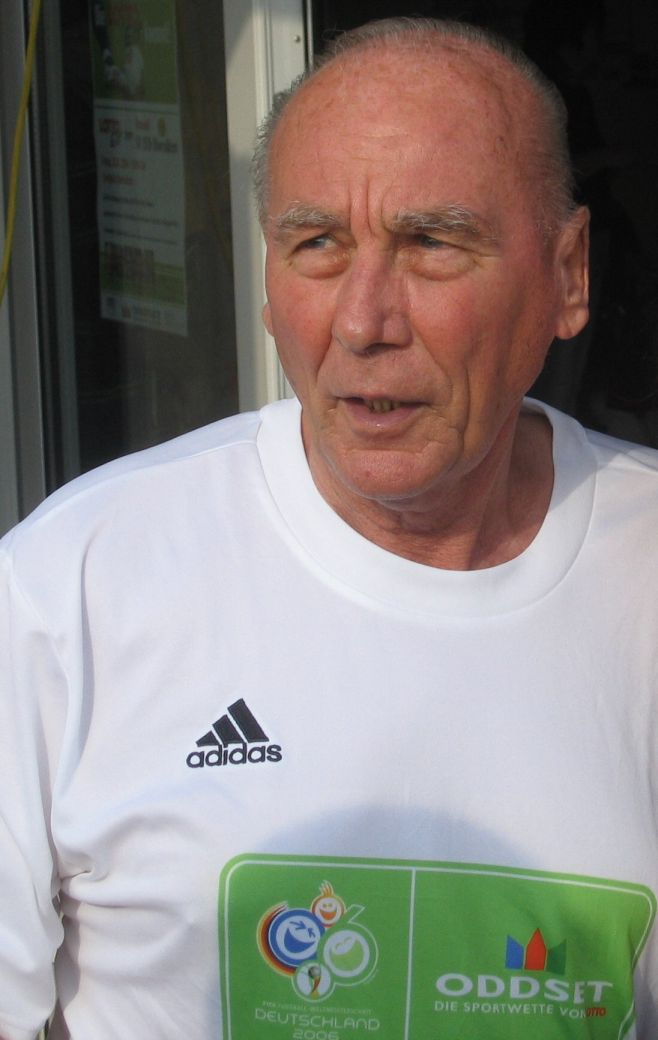
Horst Eckel (1932–2021)

- Eckel, Inge (1932–2003), deutsche Leichtathletin
- Eckel, Ingrid (* 1944), deutsche Politikerin (SPD), MdL
- Eckel, Jan (* 1973), deutscher Historiker und Hochschullehrer
- Eckel, Johann Michael (1870–1960), Gewerkschaftssekretär, Mitglied des Provinziallandtages der Provinz Hessen-Nassau
- Eckel, Klaus (* 1974), österreichischer KabarettistKlaus Eckel (* 1974)

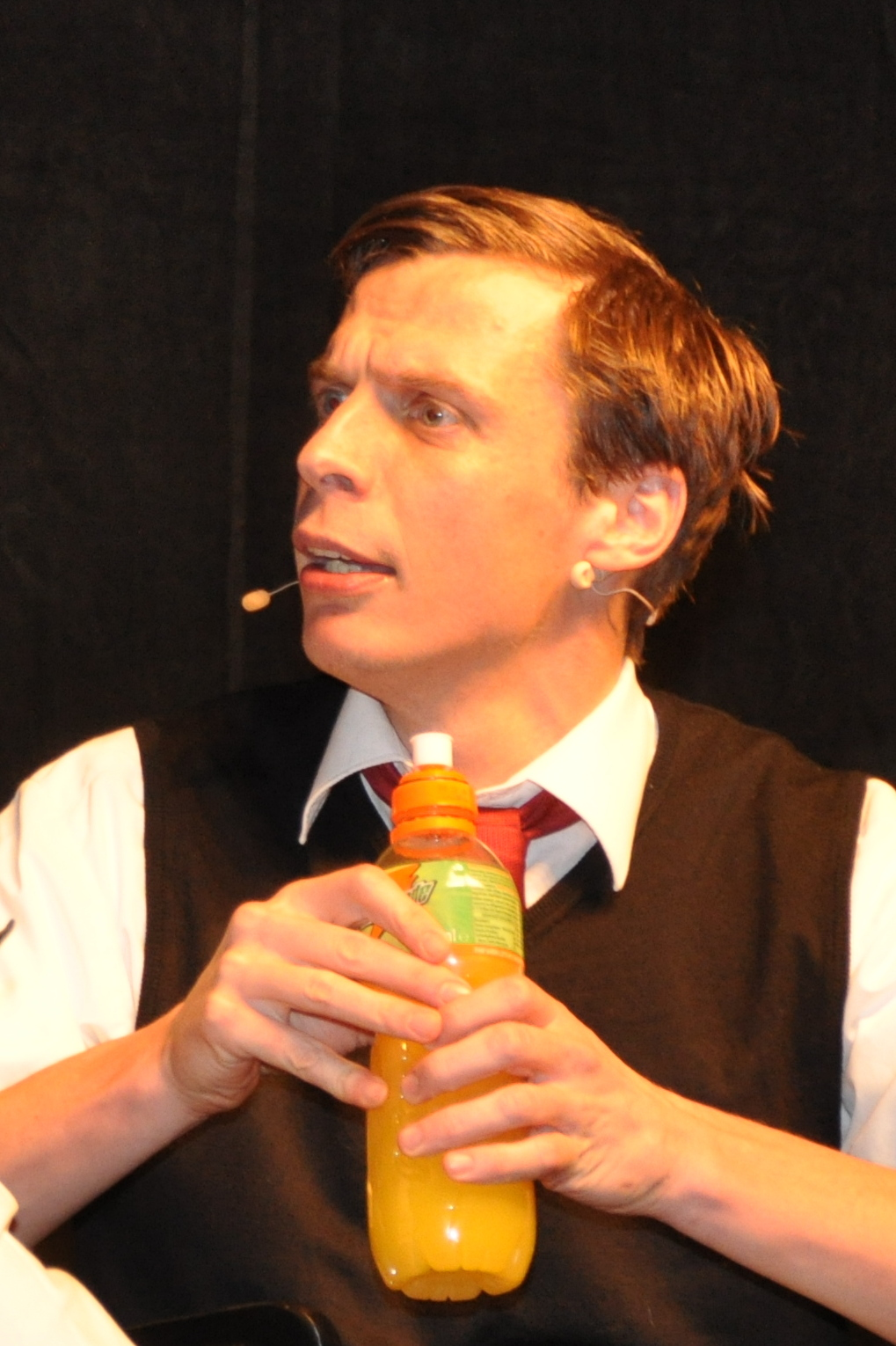
Klaus Eckel (* 1974)

- Eckel, Kurt (1918–1993), österreichischer Neurologe und Psychiater
- Eckel, Kurt (1921–2020), österreichischer Architekt
- Eckel, Kyle (* 1981), US-amerikanischer Footballspieler
- Eckel, Manuel (* 1985), deutscher Fußballspieler
- Eckel, Paul (1900–1971), deutscher Mediziner und Ärzteschaftsfunktionär
- Eckel, Reiner (* 1953), deutscher Politiker (SPD), MdL
- Eckel, Shirley (1932–2023), kanadische Hürdenläuferin
- Eckel, Uwe (* 1966), deutscher Fußballspieler
- Eckel, Winfried (* 1960), deutscher Literaturwissenschaftler
- Eckelberry, Don Richard (1921–2001), US-amerikanischer Vogelillustrator und Naturschützer
- Eckelkamp, Hanns (1927–2021), deutscher Filmkaufmann, Kinokettenbesitzer, Verleihrechtshändler, Co-Produzent und Produzent
- Eckell, Johannes (* 1903), deutscher Chemiker
- Eckelmann, Christian (* 1866), deutscher Theaterschauspieler und Bühnenschriftsteller
- Eckelmann, Gerd (* 1948), deutscher Unternehmer und Präsident der IHK Wiesbaden (seit 1994)
- Eckelmann, Thomas, deutscher Schauspieler und Synchronsprecher
- Eckels, Erich (1880–1918), deutscher Jurist und Politiker
- Eckels, Hermann (1843–1907), deutscher Jurist und Mitglied des Preußischen Abgeordnetenhauses
- Eckels, Kurt (1911–1990), deutscher evangelisch-lutherischer Theologe
- Eckels, Steve (1955–2023), US-amerikanischer Gitarrist und Musikpädagoge
- Eckelt, Birgit (* 1960), deutsche Drehbuchautorin, Regisseurin und Autorin
- Eckelt, Georg (1932–2012), deutscher Grafiker und Fotograf
- Eckelt, Manfred (* 1947), deutscher Maler und Grafiker
- Eckelt, Michael, deutscher Filmproduzent

##### Eckem
- Eckemoff, Yelena, US-amerikanische Jazzpianistin russischer Herkunft

##### Ecken
- Eckenbach, Bernd (* 1970), deutscher Motocrossfahrer
- Eckenbach, Jutta (* 1952), deutsche Politikerin (CDU), MdB
- Eckenberg, Johann Carl von (1684–1748), deutscher Kraftakrobat und Theaterleiter
- Eckenberger, Johann Christoph (1644–1685), deutscher evangelischer Pfarrer
- Eckenbrecher, Gustav von (1807–1887), deutscher Arzt und Schriftsteller
- Eckenbrecher, Johann August von (1743–1822), preußischer Generalmajor, Kommandeur der reitenden Artillerie
- Eckenbrecher, Margarethe von (1875–1955), deutsche Farmersfrau, Lehrerin und Autorin in Südwestafrika
- Eckenbrecher, Themistokles von (1842–1921), deutscher Landschafts- und Marinemaler
- Eckener, Alexander (1870–1944), deutscher Maler und Grafiker
- Eckener, Hugo (1868–1954), Leiter der Zeppelinwerke Friedrichshafen und erster Atlantiküberquerer mit einem ZeppelinHugo Eckener (1868–1954)

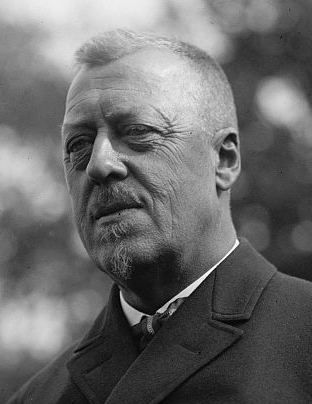
Hugo Eckener (1868–1954)

- Eckener, Lotte (1906–1995), deutsche Fotografin und Verlegerin
- Eckener, Sophie Dorothea (1884–1975), deutsche Malerin, Grafikerin und Porträtmalerin
- Eckenfelder, Friedrich (1861–1938), deutscher Maler
- Eckenga, Fritz (* 1955), deutscher Kabarettist und Autor
- Eckensberger, Hans (1897–1966), deutscher Journalist
- Eckensberger, Hugo (1865–1942), deutscher Verleger
- Eckensberger, Margarete (1899–1951), deutsche Schauspielerin
- Eckensteher Nante (* 1803), Berliner Dienstmann und Original
- Eckenstein, Alice (1890–1984), Schweizer Helferin des Roten Kreuzes während des Ersten Weltkrieges
- Eckenstein, Corinne (* 1963), Schweizer Intendantin, Regisseurin und Choreographin
- Eckenstein, Eduard (1847–1915), Schweizer Unternehmer und Politiker
- Eckenstein, Lina (1857–1931), englische Universalgelehrte
- Eckenstein, Oscar (1859–1921), britischer Kletterer und BergsteigerOscar Eckenstein (1859–1921)

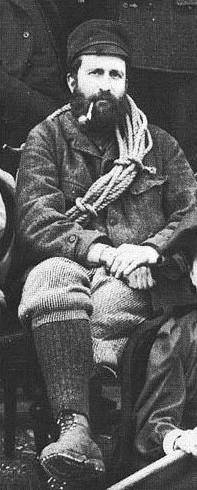
Oscar Eckenstein (1859–1921)

- Eckenwalder, James Emory (* 1949), kanadischer Botaniker
- Eckenweber, Christian (* 1985), deutscher Volleyballspieler

##### Ecker
- Ecker und Eckhoffen, Hans Heinrich von (1750–1790), deutscher Adliger
- Ecker und Eckhoffen, Hans Karl von (1754–1809), deutscher Jurist und Autor
- Ecker, Alexander (1816–1887), deutscher Anatom und Anthropologe
- Ecker, Alois (* 1955), österreichischer Historiker
- Ecker, Bogomir (* 1950), deutscher Bildhauer
- Ecker, Christopher (* 1967), deutscher Schriftsteller
- Ecker, Cornelia (* 1976), österreichische Politikerin (SPÖ), Abgeordnete zum Nationalrat
- Ecker, Danny (* 1977), deutscher Stabhochspringer
- Ecker, Franz (1943–1999), österreichischer Maler
- Ecker, Friedrich (1859–1924), deutscher Verwaltungsbeamter und Parlamentarier
- Ecker, Fritz (* 1892), deutscher politischer Funktionär (SPD)
- Ecker, Georg (* 1960), österreichischer Politiker (ÖVP), Landtagsabgeordneter
- Ecker, Georg (* 1986), österreichischer Politiker (Grüne), Landtagsabgeordneter
- Ecker, Gerhard (* 1957), deutscher Politiker (SPD)
- Ecker, Gisela (* 1946), deutsche Literaturwissenschaftlerin und Professorin
- Ecker, Gottfried (* 1963), österreichischer Politikwissenschaftler, Historiker, Maler und Objektkünstler
- Ecker, Günter (1924–2014), deutscher Physiker und Hochschullehrer
- Ecker, Guy (* 1959), brasilianisch-amerikanischer Schauspieler
- Ecker, Hans (1929–2013), österreichischer Pädagoge, Hochschullehrer und Autor
- Ecker, Harald (* 1939), deutscher Jurist, Buchautor und Fachjournalist
- Ecker, Jakob (1851–1912), deutscher katholischer Theologe
- Ecker, John (* 1948), amerikanisch-deutscher ehemaliger Basketballspieler und -trainer
- Ecker, Jon-Michael (* 1983), US-amerikanischer SchauspielerJon-Michael Ecker (* 1983)

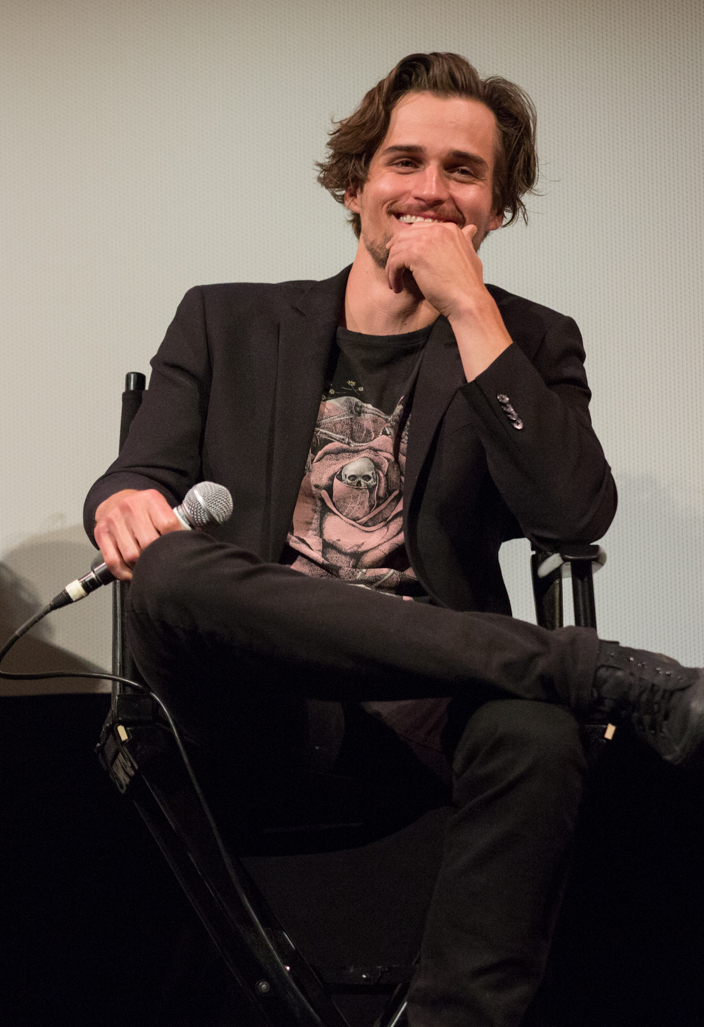
Jon-Michael Ecker (* 1983)

- Ecker, Joseph R. (* 1956), US-amerikanischer Botaniker und Molekularbiologe
- Ecker, Lisa (* 1992), österreichische Kunstturnerin
- Ecker, Marcel (* 2002), österreichischer Fußballspieler
- Ecker, Matthias Alexander (1766–1829), deutscher Chirurg und Geburtshelfer
- Ecker, Rosa (* 1969), österreichische Politikerin (FPÖ), Mitglied des Bundesrats
- Ecker, Tiffany (* 1984), US-amerikanische Mountainboard-Weltmeisterin
- Ecker, Ulrich P. (* 1951), deutscher Historiker und Archivar
- Ecker, Uwe (* 1960), deutscher Jazz-Schlagzeuger
- Ecker, Wolfgang (* 1965), österreichischer Steinmetzmeister
- Ecker-Rosendahl, Heide (* 1947), deutsche LeichtathletinHeide Ecker-Rosendahl (* 1947)

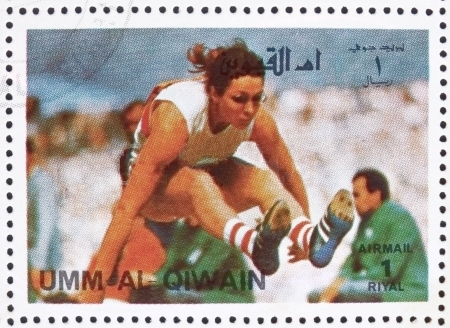
Heide Ecker-Rosendahl (* 1947)

- Ecker-Stadlmayr, Josef (1898–1972), österreichischer Landwirt und Politiker (ÖVP)
- Eckerberg, Sixten (1909–1991), schwedischer Komponist
- Eckerdal, Per (* 1951), schwedischer Priester, Bischof der Schwedischen Kirche
- Eckerl, Bruno (1901–1967), österreichischer Rechtsanwalt und Fußballfunktionär
- Eckerl-Riesch, Liselotte (1921–2012), deutsche Ehrenamtlerin
- Eckerland, Günther (1919–1998), deutscher Politiker (SPD), MdB
- Eckerle, Dinah (* 1995), deutsche Handballspielerin
- Eckerle, Eberhard (1949–2023), deutscher Künstler und Hochschullehrer
- Eckerle, Franz (1912–1942), deutscher Offizier in der Luftwaffe der Wehrmacht und Kunstflieger
- Eckerle, Fritz (1877–1925), deutscher Jurist und Schriftsteller
- Eckerle, Isabella (* 1980), deutsche Virologin
- Eckerlin, Christian (* 1986), deutscher Fußballspieler und Mixed-Martial-Arts-Kämpfer
- Eckerlin, Fanny (1802–1842), italienische Opernsängerin (Mezzosopran/Alt)
- Eckerman, Charlotta (1759–1790), schwedische Opernsängerin, Schauspielerin und Kurtisane
- Eckerman, Julie (1765–1800), schwedische Kurtisane und Spionin
- Eckermann, Adolph Heinrich (1778–1850), deutscher evangelisch-lutherischer Geistlicher
- Eckermann, Christian (1833–1904), deutscher Tiefbauingenieur
- Eckermann, Emma Gertrud (1879–1967), deutsche Malerin, Grafikerin und Kunstlehrerin
- Eckermann, Harry von (1886–1969), schwedischer Mineraloge
- Eckermann, Henrik von (* 1981), schwedischer Springreiter
- Eckermann, Jacob Christoph Rudolph (1754–1837), deutscher evangelischer Theologe und Hochschullehrer
- Eckermann, Johann Peter (1792–1854), deutscher DichterJohann Peter Eckermann (1792–1854)

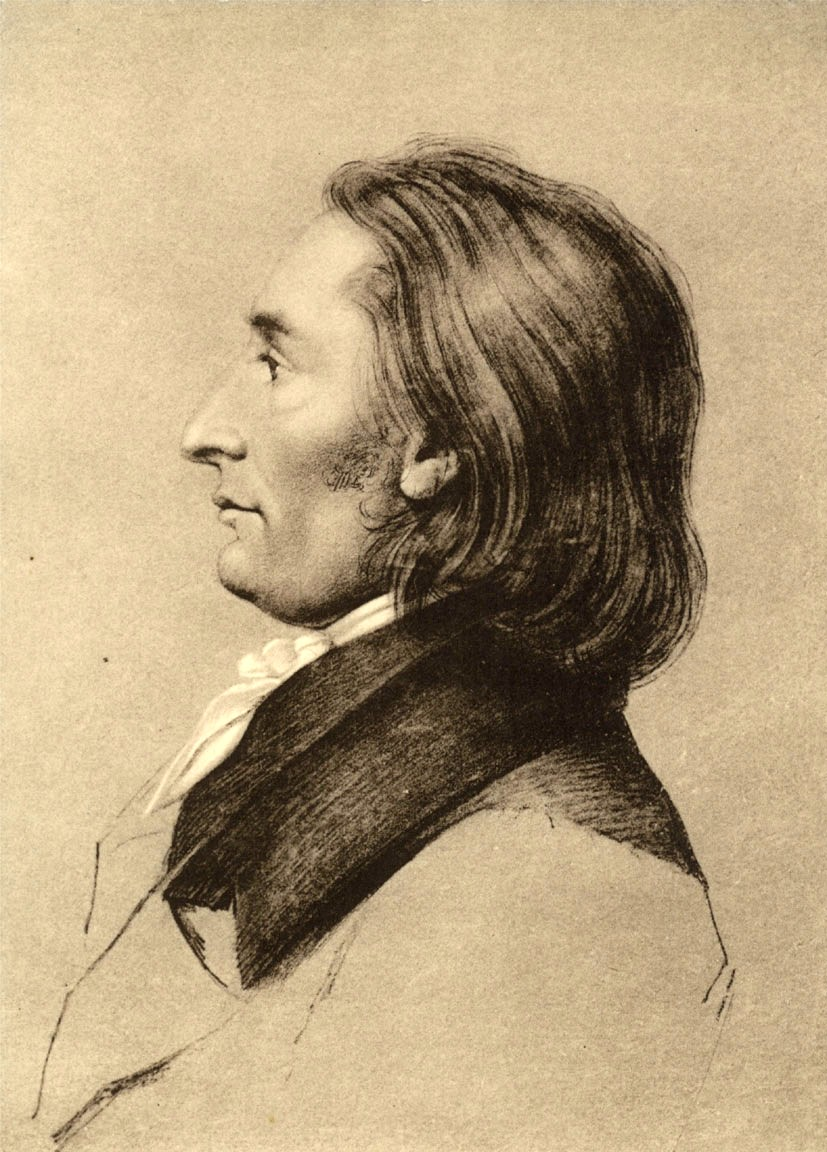
Johann Peter Eckermann (1792–1854)

- Eckermann, Karl (1834–1891), deutscher Maler, Radierer und Zeichner
- Eckermann, Karl Willigis (* 1934), deutscher Ordenspriester und römisch-katholischer Theologe
- Eckermann, Katrin (* 1990), deutsche SpringreiterinKatrin Eckermann (* 1990)

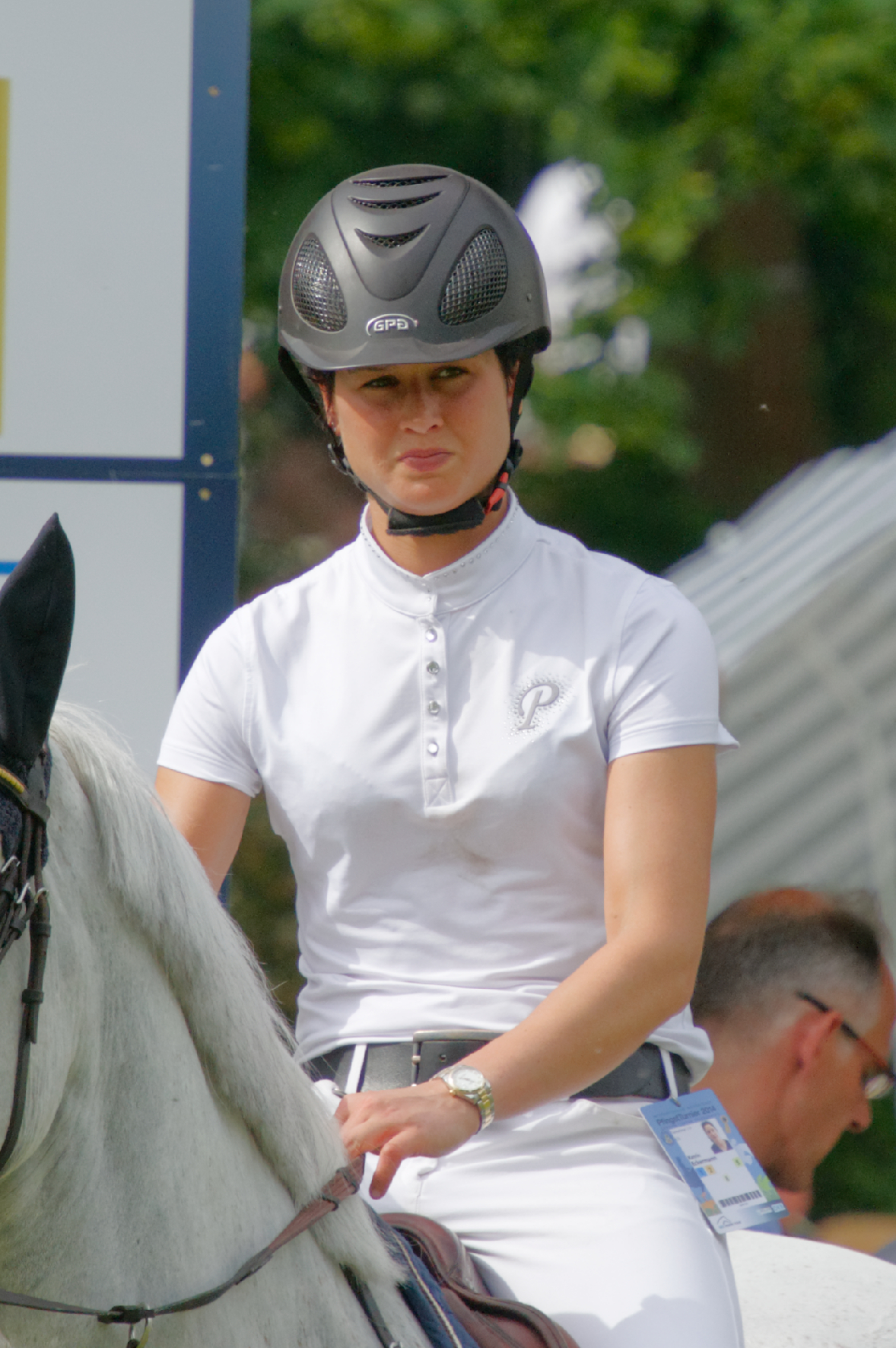
Katrin Eckermann (* 1990)

- Eckermann, Kea (* 1994), deutsche Fußballspielerin
- Eckermann, Marc Philip (* 1997), deutscher Fußballschiedsrichter
- Eckermann, Martin (1930–2005), deutscher Regisseur und Schauspieler
- Eckermann, Patricia (* 1969), deutsche Show-, Serien- und Romanautorin
- Eckermann, Richard (1862–1916), deutscher Marineoffizier
- Eckermann, Richard (1899–1937), deutscher Paramilitär und Parteifunktionär (NSDAP)
- Eckermann, Rike (* 1964), deutsche Schauspielerin und Regisseurin
- Eckermann, Sylvia (* 1962), österreichische Medienkünstlerin
- Eckermanns, Heinrich (1867–1940), deutscher AOK-Geschäftsführer und Politiker (SPD)
- Eckersberg, Christoffer Wilhelm (1783–1853), dänischer Maler
- Eckersberg, Else (1895–1989), deutsche Schauspielerin
- Eckersberg, Johan Fredrik (1822–1870), norwegischer Maler
- Eckersdorf, Fred (1909–2003), deutscher Bildhauer und Maler
- Eckerskorn, Joseph (1867–1938), deutscher Schriftsteller
- Eckerskorn, Werner (1919–2014), deutscher Tierarzt und Ministerialdirigent
- Eckersley, Bill (1925–1982), englischer Fußballspieler
- Eckersley, Dennis (* 1954), US-amerikanischer Baseballspieler
- Eckersley, Neil (* 1964), britischer Judoka
- Eckersley, Peter Pendleton (1892–1963), britischer Rundfunkpionier
- Eckersley, Richard (* 1989), englischer Fußballspieler
- Eckersley, Thomas (1914–1997), britischer Grafiker, spezialisiert auf Plakatgestaltung
- Eckerson, Sophia (1866–1954), US-amerikanische Botanikerin und Hochschullehrerin
- Eckerstorfer, Bernhard (* 1971), österreichischer Ordensgeistlicher, Abt von Kremsmünster
- Eckerstorfer, Elke (* 1974), österreichische Pianistin, Organistin und Cembalistin
- Eckert Ayensa, Dennis (* 1997), deutsch-spanischer FußballspielerDennis Eckert Ayensa (* 1997)

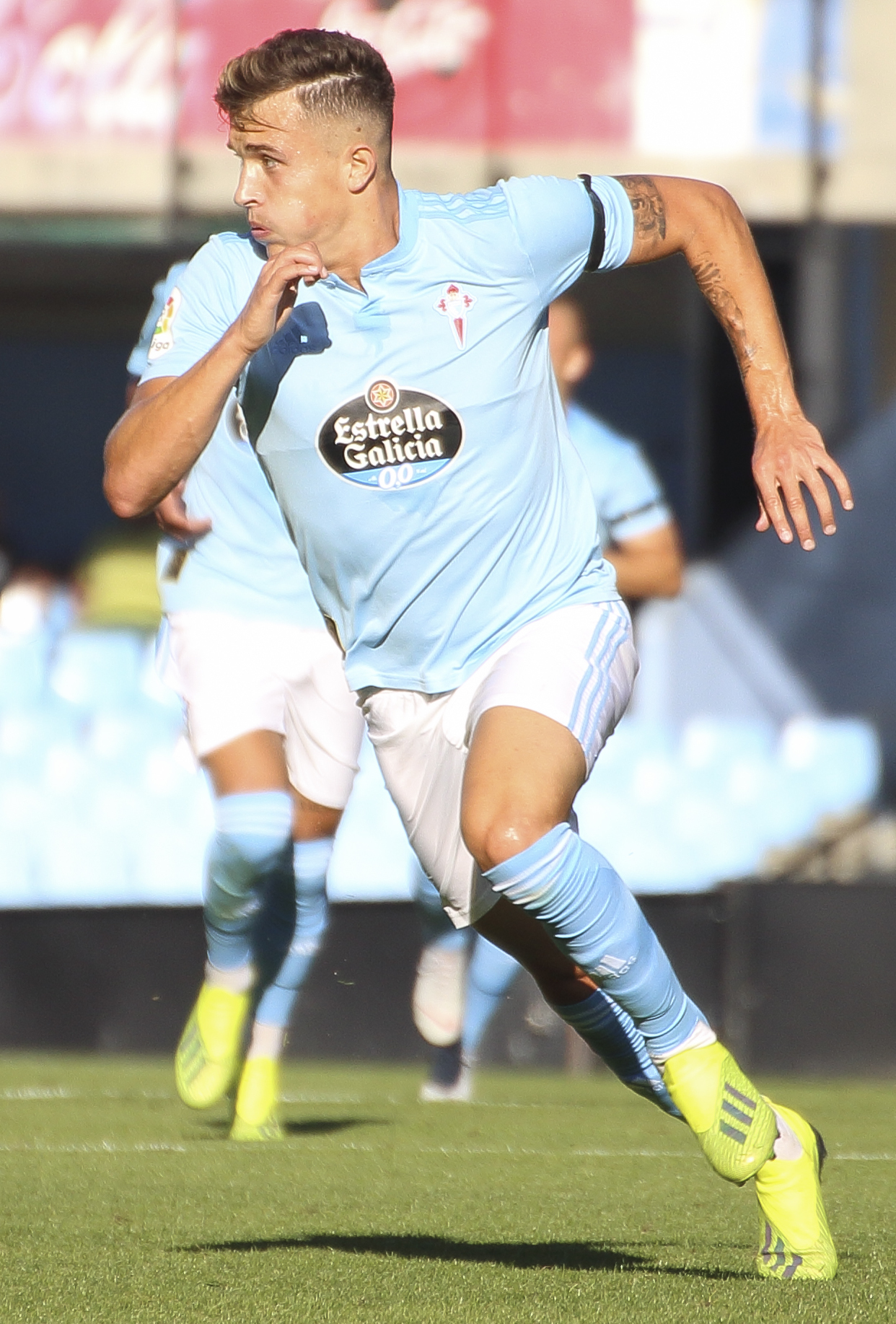
Dennis Eckert Ayensa (* 1997)

- Eckert, Achim (* 1956), österreichischer Alternativmediziner und Sachbuchautor
- Eckert, Adam-Claus (* 1946), deutscher Manager, Geschäftsführer der Unternehmensgruppe Dr. Eckert GmbH
- Eckert, Adolf (1830–1916), deutscher Landwirt und Agrarfunktionär
- Eckert, Albert (* 1960), deutscher Politiker (Bündnis 90/Die Grünen), MdA
- Eckert, Ali, deutsch-US-amerikanischer bildender Künstler
- Eckert, Allan W. (1931–2011), US-amerikanischer Schriftsteller
- Eckert, Andrea (* 1958), österreichische Schauspielerin und DokumentarfilmerinAndrea Eckert (* 1958)

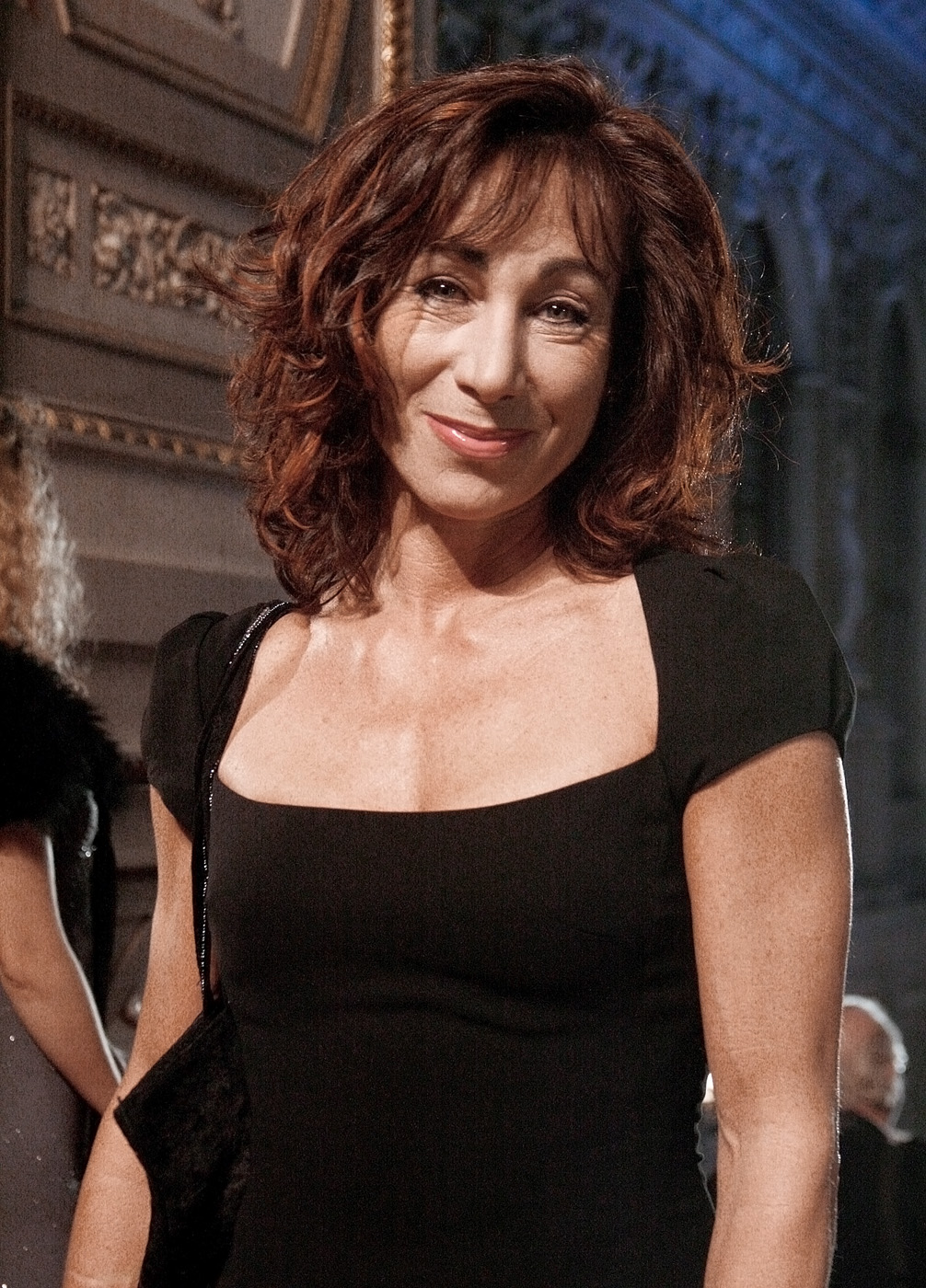
Andrea Eckert (* 1958)

- Eckert, Andreas (* 1964), deutscher Historiker und Afrikanist
- Eckert, Anneliese, deutsche Autorin
- Eckert, Annette C. (* 1946), deutsche Frauenrechtlerin, Autorin, Journalistin und Publizistin
- Eckert, Antoinette (* 1956), Schweizer Politikerin
- Eckert, Astrid M. (* 1971), deutsche Historikerin
- Eckert, Charles R. (1868–1959), US-amerikanischer Politiker
- Eckert, Christian (1874–1952), deutscher Wirtschaftswissenschaftler und Universitätsprofessor
- Eckert, Christian (* 1956), französischer Politiker (PS)
- Eckert, Christian (* 1965), deutscher Jazzgitarrist
- Eckert, Claudia (* 1959), deutsche Informatikerin
- Eckert, Cynthia (* 1965), US-amerikanische Ruderin
- Eckert, Detlef (* 1951), deutscher Politiker (Linke), MdL, Leichtathlet
- Eckert, Dieter (1926–2013), deutscher Ministerialbeamter
- Eckert, Dietmar (1913–2002), deutscher Offizier
- Eckert, Doris (1915–2005), deutsche Hürdenläuferin
- Eckert, Edeltraud (1930–1955), deutsche Schriftstellerin
- Eckert, Edgar (* 1948), deutscher Skilangläufer
- Eckert, Edgar (* 1982), Schweizer Schauspieler
- Eckert, Eduard (1806–1867), deutscher Jurist und Politiker
- Eckert, Erich (* 1881), deutscher Autor und Regisseur
- Eckert, Ernst (1885–1952), tschechoslowakischer Politiker und Parlamentsabgeordneter
- Eckert, Ernst (1904–2004), tschechisch-US-amerikanischer Strömungsmechaniker
- Eckert, Erwin (1893–1972), deutscher Politiker (KPD) und Vorsitzender des Bundes der religiösen Sozialisten Deutschlands, MdL
- Eckert, Eugen (1911–1998), deutscher Bildhauer und Kunstmaler
- Eckert, Eugen (* 1954), deutscher Pfarrer und LiedtexterEugen Eckert (* 1954)

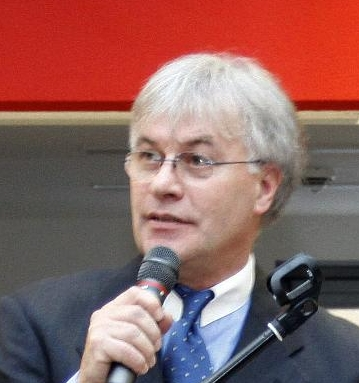
Eugen Eckert (* 1954)

- Eckert, Florian (* 1979), deutscher Skirennläufer
- Eckert, Franz (1852–1916), deutscher KomponistFranz Eckert (1852–1916)

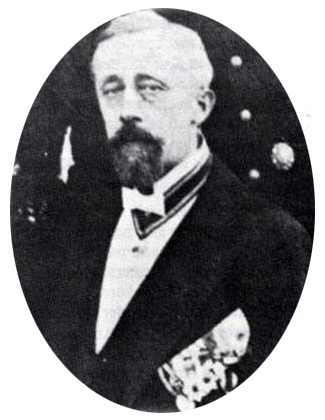
Franz Eckert (1852–1916)

- Eckert, Franz (1931–2017), österreichischer Jurist, römisch-katholischer Diakon
- Eckert, Franz (* 1943), Schweizer Philosoph, Theologe, Germanist, Kolumnist und Autor
- Eckert, Fred J. (* 1941), US-amerikanischer Politiker
- Eckert, Friedemann (* 1984), deutscher Theater- und Filmschauspieler
- Eckert, Fritz (1877–1944), deutscher Jurist und Politiker
- Eckert, Fritz (1902–1942), deutscher Bühnen- und Filmschauspieler und Theaterregisseur
- Eckert, Fritz (1911–1980), österreichischer Politiker (ÖVP), Mitglied des Bundesrates
- Eckert, Georg (1912–1974), deutscher Pädagoge, Historiker und Sozialdemokrat
- Eckert, Georg (* 1983), deutscher Historiker und Hochschullehrer
- Eckert, Georg Maria (1828–1901), deutscher Landschaftsmaler, Fotograf und Sammler badischer Trachten
- Eckert, Georg Martin (1807–1894), Landtagsabgeordneter Großherzogtum Hessen
- Eckert, George Nicholas (1802–1865), US-amerikanischer Politiker
- Eckert, Gerald (* 1960), deutscher Komponist, Cellist, und Kunstmaler
- Eckert, Gerhard (1912–2009), deutscher Medienwissenschaftler, Schriftsteller, Journalist und Publizist
- Eckert, Gottlieb (1845–1920), deutscher Kommunalpolitiker
- Eckert, Guido (* 1964), deutscher Journalist und Schriftsteller
- Eckert, Günter (1918–2008), deutscher Fußballspieler
- Eckert, Günther L. (1927–2001), deutscher Architekt
- Eckert, Hans (1938–2004), deutscher Lehrer, Schriftsteller und saarländischer Regionalhistoriker
- Eckert, Hans-Joachim (* 1948), deutscher Jurist, Fußballfunktionär
- Eckert, Hans-Werner (* 1953), deutscher Rechtswissenschaftler
- Eckert, Heinrich (1833–1905), böhmischer Fotograf
- Eckert, Heinrich (1905–1957), deutscher Musikwissenschaftler und Pianist
- Eckert, Heinrich Ambros (1807–1840), deutscher Historien-, Schlachten- und Genremaler sowie Lithograf
- Eckert, Heinrich Ferdinand (1819–1875), deutscher Maschinenbau-Unternehmer
- Eckert, Heinz (1929–2015), deutscher Musiker und Komponist
- Eckert, Hella (* 1948), deutsche Schriftstellerin
- Eckert, Hellmut (* 1956), deutscher Chemiker
- Eckert, Holger (1903–1993), deutscher Schauspieler polnischer Abstammung
- Eckert, Horst (1932–2014), deutscher Sportjournalist und -funktionär
- Eckert, Horst (* 1959), deutscher Autor von Kriminalromanen
- Eckert, Jakob (1916–1940), deutscher Fußballspieler
- Eckert, Jennifer (* 1988), deutsche bildende Künstlerin und Autorin
- Eckert, Jochen (* 1940), deutscher klinischer Psychologe
- Eckert, Johannes (1888–1959), deutsches Original (Frankfurt)
- Eckert, Johannes (1900–1986), deutscher Richter
- Eckert, Johannes (* 1931), Schweizer Parasitologe
- Eckert, Johannes (* 1969), deutscher Ordensgeistlicher und BenediktinerabtJohannes Eckert (* 1969)

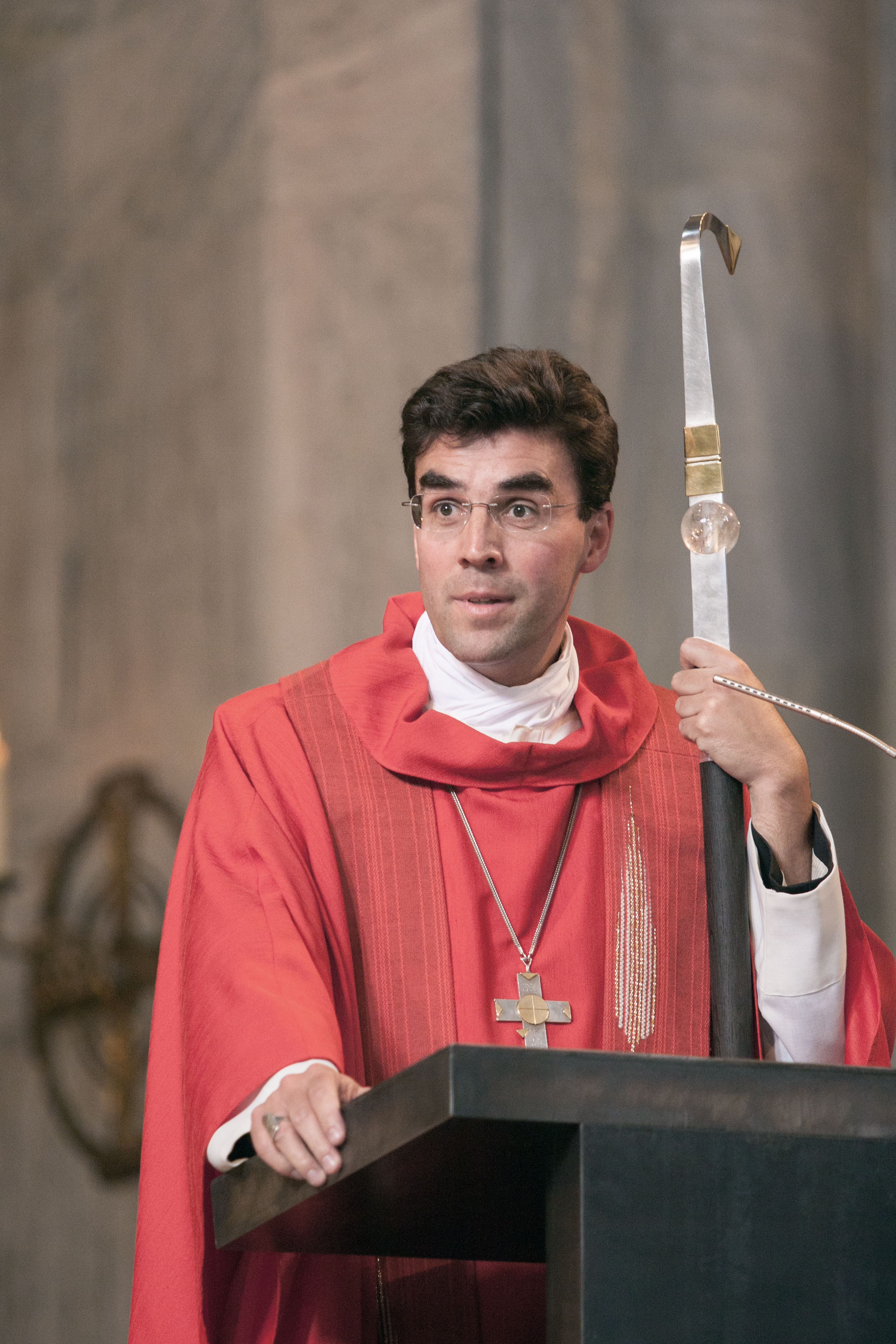
Johannes Eckert (* 1969)

- Eckert, John (* 1939), US-amerikanischer Jazzmusiker (Trompete, Flügelhorn, auch Piccolotrompete, Posaune)
- Eckert, John Presper (1919–1995), US-amerikanischer Computerpionier
- Eckert, Jörn (1954–2006), deutscher Jurist und Hochschulprofessor
- Eckert, Josef (1854–1909), deutscher Wiesentechniker
- Eckert, Josef (1889–1970), deutscher Ministerialbeamter
- Eckert, Jost (1940–2020), deutscher römisch-katholischer Theologe
- Eckert, Jürgen (* 1962), deutscher Werkstoffwissenschaftler
- Eckert, Kaja (* 2001), deutsche Schauspielerin
- Eckert, Karl (* 1895), deutscher Theologe und Politiker (NSDAP), MdL
- Eckert, Karl (1928–2004), deutscher Elektrotechniker und Politiker (CDU), MdL
- Eckert, Karl Anton (1820–1879), deutscher Komponist und Kapellmeister
- Eckert, Kathrin (1983–2014), österreichische Hörfunkmoderatorin
- Eckert, Klaus, deutscher Journalist und Fernsehmoderator
- Eckert, Leon (* 1995), deutscher Politiker (Bündnis 90/Die Grünen)Leon Eckert (* 1995)

Leon Eckert (* 1995)

- Eckert, Manfred (* 1951), deutscher Erziehungswissenschaftler
- Eckert, Max W. (1897–1975), deutscher Sportfunktionär
- Eckert, Michael (* 1949), deutscher Wissenschaftshistoriker
- Eckert, Michael (* 1951), deutscher römisch-katholischer Theologe
- Eckert, Onno (* 1985), deutscher Politiker (SPD)
- Eckert, Otto (1891–1940), nationalsozialistischer Theologe
- Eckert, Otto (1898–1980), deutscher Maler
- Eckert, Paul (* 1990), deutscher Freestyle-Skisportler
- Eckert, Piet (* 1968), Schweizer Architekt
- Eckert, Rainer (* 1931), deutscher Baltist und emeritierter Hochschullehrer
- Eckert, Rainer (* 1950), deutscher Historiker, Politikwissenschaftler und Museumsdirektor
- Eckert, Ralph (* 1965), deutscher Billardspieler und -trainer
- Eckert, Richard (* 1938), deutscher Politiker (Die Republikaner), MdL
- Eckert, Rinde, US-amerikanischer Librettist, Autor, Komponist, Regisseur und Schauspieler
- Eckert, Roland (* 1937), deutscher Soziologe
- Eckert, Rudolf (1859–1913), deutscher Journalist, Historiker und Dichter
- Eckert, Rudolf (1911–1952), deutscher Politiker (SPD, SED), MdV und Gewerkschafter
- Eckert, Samantha (* 2007), deutsche Tennisspielerin der Special Olympics
- Eckert, Sandra, deutsche Politikwissenschaftlerin und Hochschullehrerin
- Eckert, Siegfried (* 1956), deutscher Basketballfunktionär und -trainer
- Eckert, Simon (* 1981), deutscher SchauspielerSimon Eckert (* 1981)

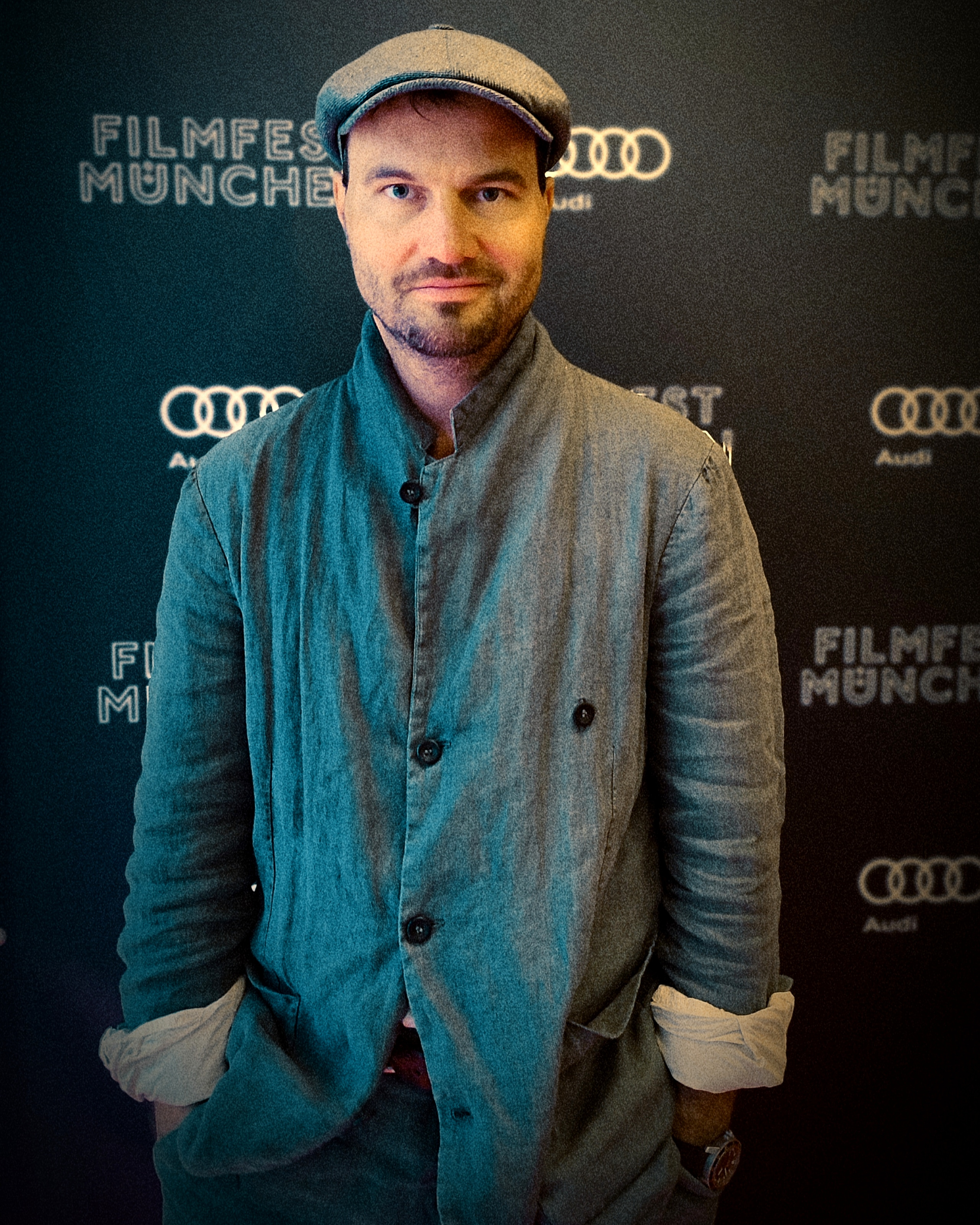
Simon Eckert (* 1981)

- Eckert, Simone (* 1966), deutsche Gambistin und Ensembleleiterin
- Eckert, Svea, deutsche Journalistin
- Eckert, Till (* 1990), deutscher Investigativ-Journalist
- Eckert, Tobias (* 1980), hessischer Politiker (SPD), MdL
- Eckert, Victor (1887–1958), deutscher Intendant und Theaterdirektor
- Eckert, Volker (1959–2007), deutscher Serienmörder
- Eckert, Wallace John (1902–1971), US-amerikanischer Astronom
- Eckert, Walter (1913–2001), österreichischer Maler
- Eckert, Werner (* 1959), deutscher Journalist
- Eckert, Wilhelm (1899–1980), deutscher Jurist, Hochschullehrer, Verwaltungsbeamter und Politiker (CDU)
- Eckert, Willehad Paul (1926–2005), deutscher römisch-katholischer Theologe
- Eckert, Wim (* 1969), Schweizer Architekt
- Eckert, Wolfgang (1912–1994), deutscher Politiker (SPD), MdA
- Eckert, Wolfgang (* 1935), deutscher Schriftsteller
- Eckert, Wolfgang (* 1964), deutscher BildhauerWolfgang Eckert (* 1964)

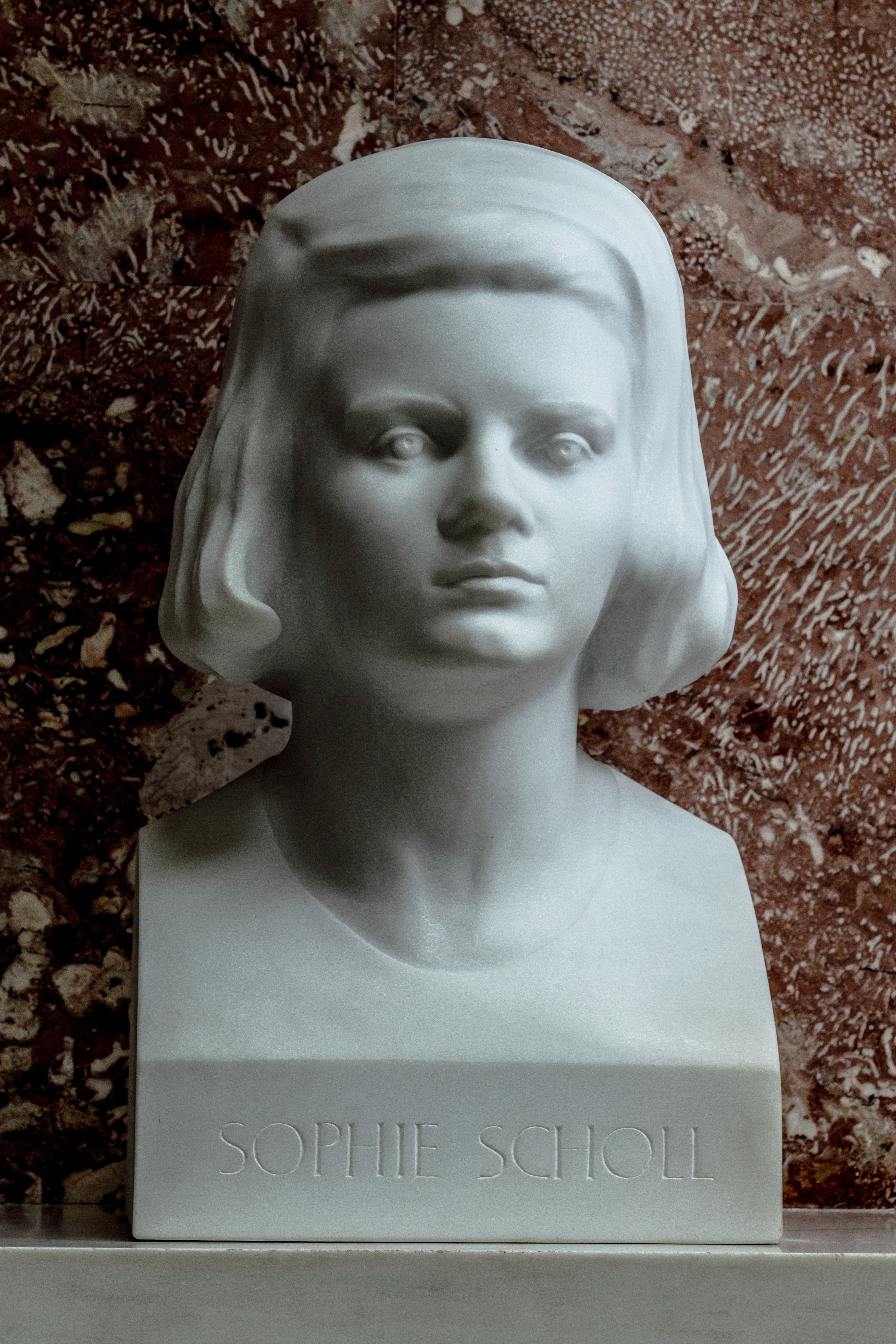
Wolfgang Eckert (* 1964)

- Eckert-Greifendorff, Max (1868–1938), deutscher Geograph und Hochschullehrer
- Eckert-Labin, Josef (1881–1959), österreichischer Maschinenbauer und Hochschullehrer
- Eckert-Möbius, Adolf (1889–1976), deutscher Mediziner
- Eckerth, Hans-Günter (1925–2004), deutscher Lehrer und Kommunalpolitiker
- Eckertz, Maria (1899–1969), deutsche Politikerin (KPD), Abgeordnete des Preußischen Landtags
- Eckertz-Höfer, Marion (* 1948), deutsche Juristin, Präsidentin des Bundesverwaltungsgerichts

##### Eckes
- Eckes, Christa (1950–2012), deutsche Terroristin
- Eckes, Ludwig (1913–1984), deutscher Unternehmer
- Eckes, Nazan (* 1976), deutsche FernsehmoderatorinNazan Eckes (* 1976)

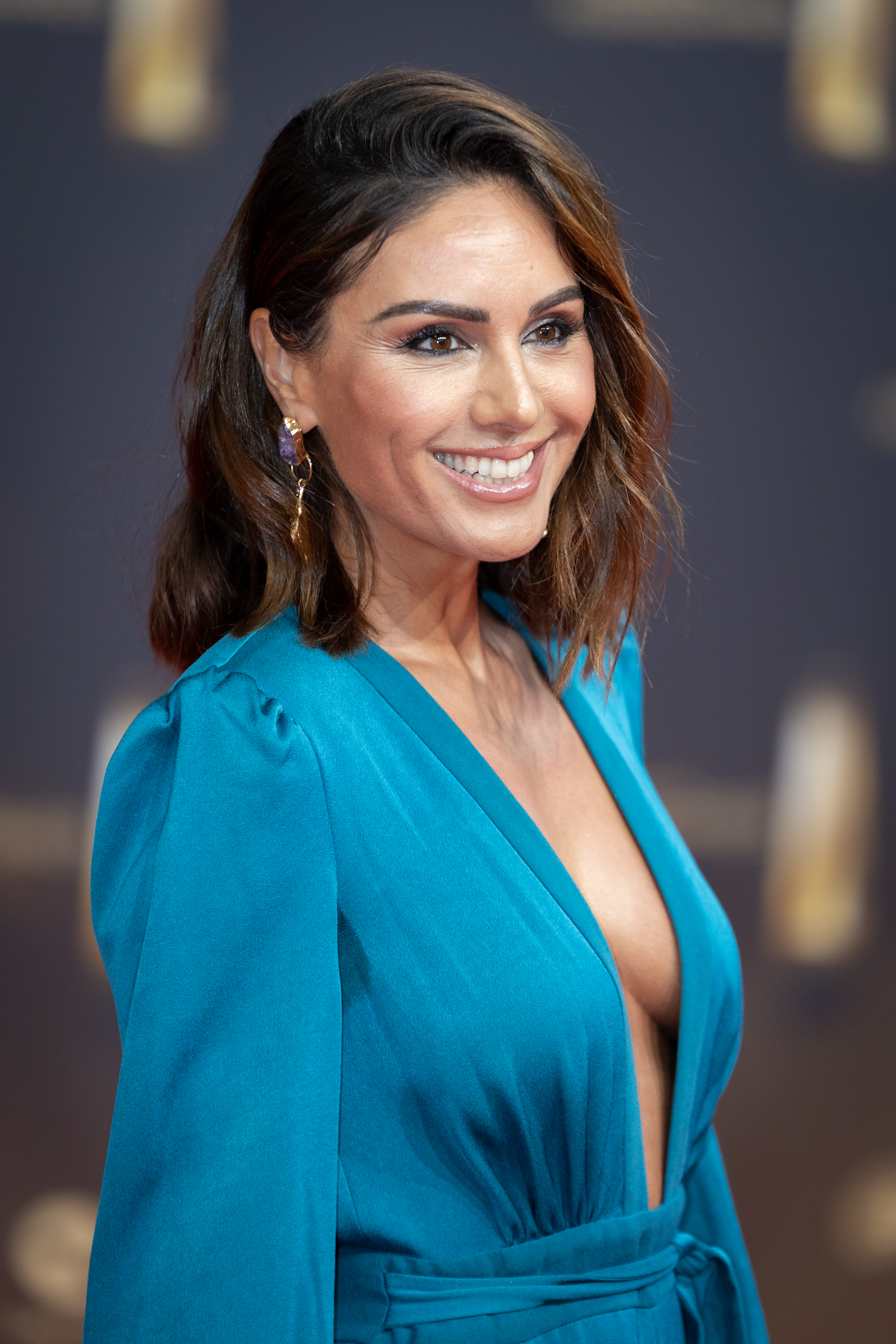
Nazan Eckes (* 1976)

##### Eckey
- Eckey, Wilfried (1930–2010), deutscher evangelischer Theologe

#### Eckf
- Eckford, Elizabeth (* 1941), US-amerikanische Aktivistin
- Eckford, Henry (1775–1832), schottisch-amerikanischer Schiffbauer

#### Eckh
- Eckhard, Carl (1822–1910), deutscher Politiker (NLP), MdR
- Eckhard, Christian Heinrich (1716–1751), deutscher Jurist
- Eckhard, Conrad (1822–1905), deutscher Physiologe
- Eckhard, Heinrich (1580–1624), deutscher lutherischer Theologe
- Eckhard, Sabine (* 1955), deutsche Regisseurin
- Eckhard, Tobias (1662–1737), deutscher evangelischer Theologe und Lehrer
- Eckhard, Walter (1903–1982), deutscher Maler und Grafiker
- Eckhard-Hoffmann, Johann Friedrich (1800–1858), Kaufmann und Politiker der Freien Stadt Frankfurt
- Eckhardt, Adolph (1868–1942), deutscher bildender Künstler
- Eckhardt, Albrecht (1937–2023), deutscher Archivar und Historiker
- Eckhardt, Alfred (1872–1960), deutscher Wasserbauingenieur
- Eckhardt, Alfred (1911–1988), deutscher Maler, Keramiker und Restaurator
- Eckhardt, Andrea G., deutsche Erziehungswissenschaftlerin und Hochschullehrerin
- Eckhardt, Andreas (* 1943), deutscher Musikwissenschaftler, Kulturmanager und Hochschullehrer
- Eckhardt, August (1868–1919), deutsch-baltischer Geistlicher
- Eckhardt, Bruno (1960–2019), deutscher Physiker und Hochschullehrer
- Eckhardt, Carl Adolph (1782–1839), hessischer Jurist, Advokat, Prokurator und Abgeordneter im ersten kurhessischen Landtag
- Eckhardt, Carl Peter (1808–1897), deutscher Porträt- und Genremaler der Düsseldorfer Schule
- Eckhardt, Christian (1784–1866), deutscher Geodät
- Eckhardt, Christian (* 1982), deutscher Koch
- Eckhardt, Eduard (1864–1944), deutscher Bibliothekar
- Eckhardt, Ezechiel, sächsischer Baumeister und Steinmetzmeister
- Eckhardt, Ferdinand (1902–1995), österreichisch-kanadischer Kunsthistoriker
- Eckhardt, Finn (* 1997), deutscher Basketballspieler
- Eckhardt, Franz (* 1867), deutscher Nahrungsmittelchemiker und Brauwissenschaftler
- Eckhardt, Friedrich Wilhelm (1892–1961), deutscher Ingenieur, Chefkonstrukteur der Berliner Maschinenbau
- Eckhardt, Fritz (1907–1995), österreichischer Schauspieler, Autor und RegisseurFritz Eckhardt (1907–1995)

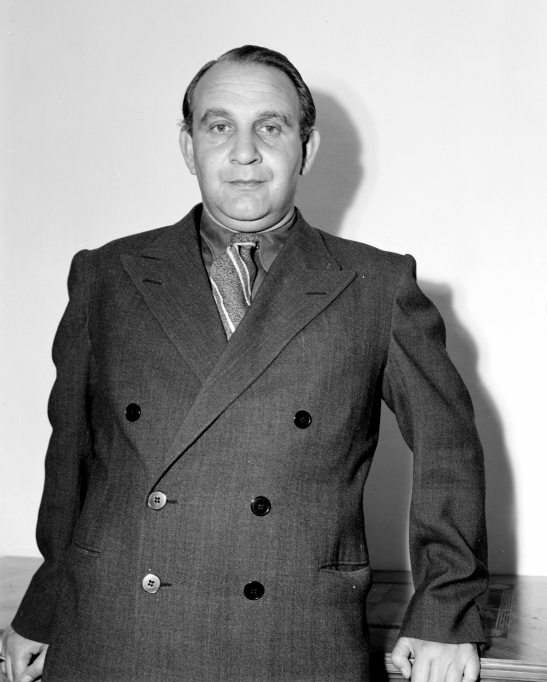
Fritz Eckhardt (1907–1995)

- Eckhardt, Georg Ludwig (1770–1794), deutscher Maler und Kunstschriftsteller
- Eckhardt, Gerry (1902–1984), schwedischer bildender Künstler
- Eckhardt, Gisela (1926–2020), deutsche Physikerin und Erfinderin
- Eckhardt, Gottfried (1865–1933), deutscher Maler der Düsseldorfer Schule
- Eckhardt, Hannelore (* 1954), deutsche Politikerin (SPD), MdL
- Eckhardt, Hans (1921–1972), deutscher Polizist, Mordopfer der Terrororganisation RAF
- Eckhardt, Hans-Eckart (1953–2021), deutscher Schauspieler, Sprecher, Moderator, Regisseur und Synchronsprecher
- Eckhardt, Hellmut (1896–1980), deutscher Orthopäde und Eugeniker
- Eckhardt, Hermann (* 1894), deutscher Jurist und Landrat
- Eckhardt, Jenny (1816–1850), Schweizer Porträt- und Stilllebenmalerin der Düsseldorfer Schule
- Eckhardt, Johann Daniel (1836–1896), deutscher Bergarbeiter und Arbeiterführer
- Eckhardt, Johann Georg (1736–1814), deutscher Goldschmied und Amtsvorsteher
- Eckhardt, Johann Heinrich, deutscher Buchdrucker und Verleger
- Eckhardt, Johann-Heinrich (1896–1945), deutscher Generalleutnant im Zweiten Weltkrieg
- Eckhardt, John (* 1974), schwedisch-deutscher Musiker (Kontrabass, E-Bass, Komposition)
- Eckhardt, Jörg-Detlef (* 1959), deutscher Geologe, Paläontologe und Hochschullehrer
- Eckhardt, Juliane (* 1946), deutsche Germanistin
- Eckhardt, Jürgen (* 1938), deutscher Rechtsanwalt
- Eckhardt, Kai (* 1961), deutscher Jazzmusiker
- Eckhardt, Karl August (1901–1979), deutscher Rechtshistoriker und SS-Offizier
- Eckhardt, Klaus (1949–2012), deutscher Krimi- und Reiseführerautor
- Eckhardt, Kurt (1887–1948), deutscher Jurist und Ministerialbeamter
- Eckhardt, Lara (* 1996), deutsche Handballspielerin
- Eckhardt, Liesel (1880–1967), deutsche Schauspielerin und Hörspielsprecherin
- Eckhardt, Maik (* 1970), deutscher Sportschütze
- Eckhardt, Melanie (* 1975), österreichische Politikerin (ÖVP), Landtagsabgeordnete
- Eckhardt, Michael (* 1949), deutscher Politiker (parteilos)
- Eckhardt, Paul (1898–1948), deutscher Offizier, zuletzt SS-Brigadeführer und Regierungspräsident in Schneidemühl
- Eckhardt, Paul-Luis (* 2000), deutscher Fußballspieler
- Eckhardt, René, niederländischer Pianist
- Eckhardt, Robert C. (1913–2001), US-amerikanischer Politiker
- Eckhardt, Sabine (* 1972), deutsche Managerin und Vorstand der ProSiebenSat.1 Media
- Eckhardt, Tibor (1888–1972), ungarischer Politiker
- Eckhardt, Ulrich (* 1934), deutscher Kulturmanager, Jurist und Musikwissenschaftler
- Eckhardt, Uta (* 1967), deutsche Mittelstreckenläuferin
- Eckhardt, Victor von (1864–1946), spätimpressionistischer Maler und Graphiker
- Eckhardt, Walter (1906–1994), deutscher Politiker (GB/BHE, CSU), MdL, MdB, MdEP
- Eckhardt, Wilhelm (1871–1934), deutscher Rechtsanwalt und Notar, Kommunalpolitiker und Historiker
- Eckhardt, Wilhelm Alfred (1929–2019), deutscher Historiker und Archivar
- Eckhardt-Gramatté, Sophie-Carmen (1899–1974), russische Klavier- und Violinvirtuosin und Komponistin
- Eckhardt-Noack, Neele (* 1992), deutsche Leichtathletin
- Eckhart, Aaron (* 1968), US-amerikanischer Schauspieler
- Eckhart, Daniel Martin (* 1962), Schweizer Drehbuchautor
- Eckhart, Johann Georg von (1674–1730), deutscher Historiker und Bibliothekar
- Eckhart, Leopold (1900–1974), österreichischer Politiker (SPÖ), Landtagsabgeordneter
- Eckhart, Leopold (1905–1990), österreichischer Politiker (SPÖ), Abgeordneter zum Nationalrat
- Eckhart, Lisa, österreichische Kabarettistin, Poetry-Slammerin und RomanautorinLisa Eckhart

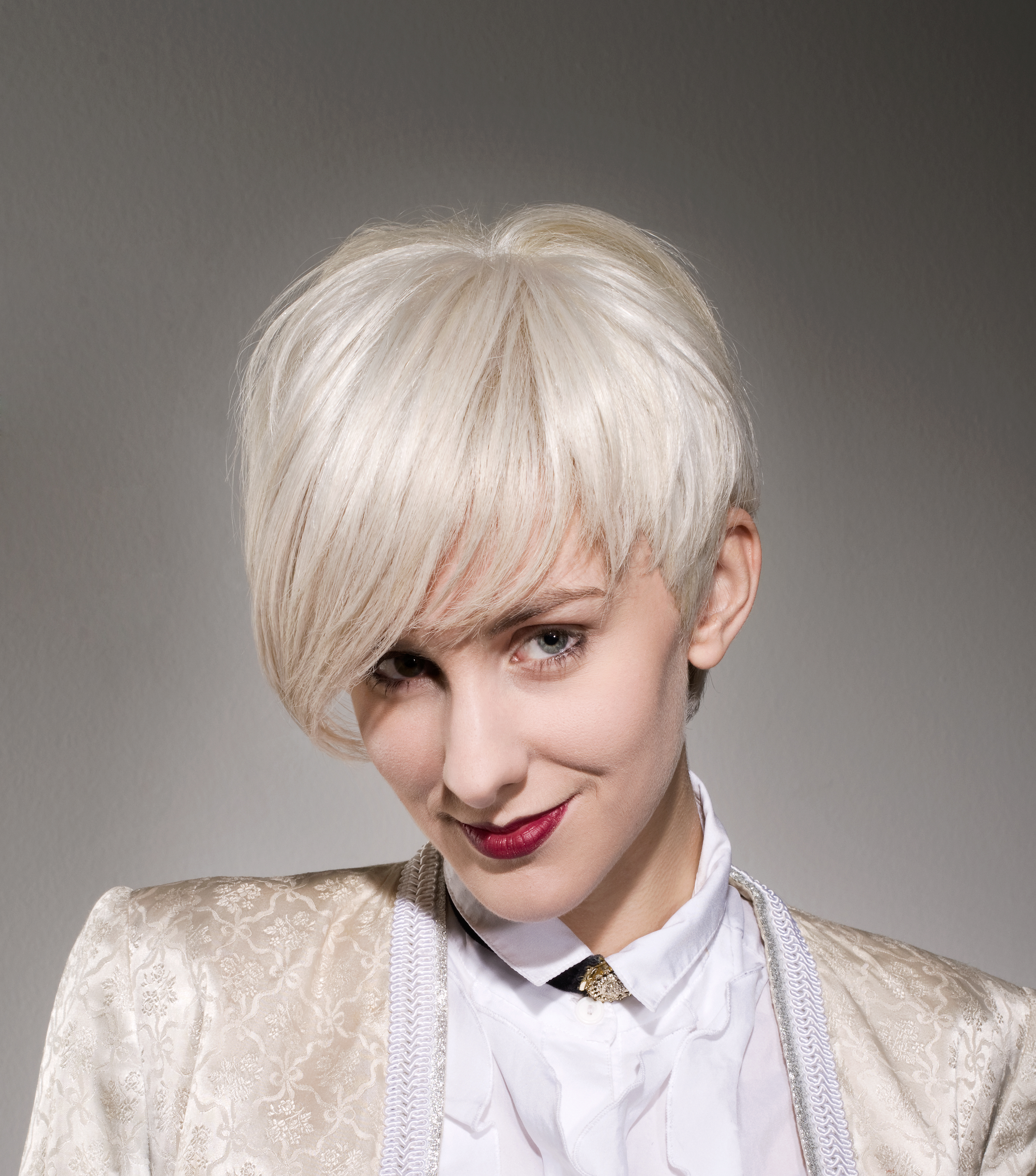
Lisa Eckhart

- Eckhart, Lothar (1918–1990), österreichischer Provinzialrömischer Archäologe
- Eckhart, Ludwig (1890–1938), österreichischer Mathematiker
- Eckhart, Melchior (1555–1616), deutscher evangelischer Theologe
- Eckhaus, Gideon (1923–2020), israelischer Jugendbetreuer und Zeitzeuge
- Eckhaus, Wiktor (1930–2000), niederländischer Mathematiker
- Eckhel, Joseph Hilarius (1737–1798), österreichischer Numismatiker und Jesuit
- Eckher von Kapfing und Liechteneck, Johann Franz (1649–1727), Bischof von Freising
- Eckhoff, Heinz (* 1925), deutscher Politiker (CDU), Landwirt und Unternehmer
- Eckhoff, Hella (1960–2022), deutsche Fußballspielerin
- Eckhoff, Jens (* 1966), deutscher Politiker (CDU), MdBB
- Eckhoff, Jens (* 1975), deutscher Musiker, Komponist und MusikproduzentJens Eckhoff (* 1975)

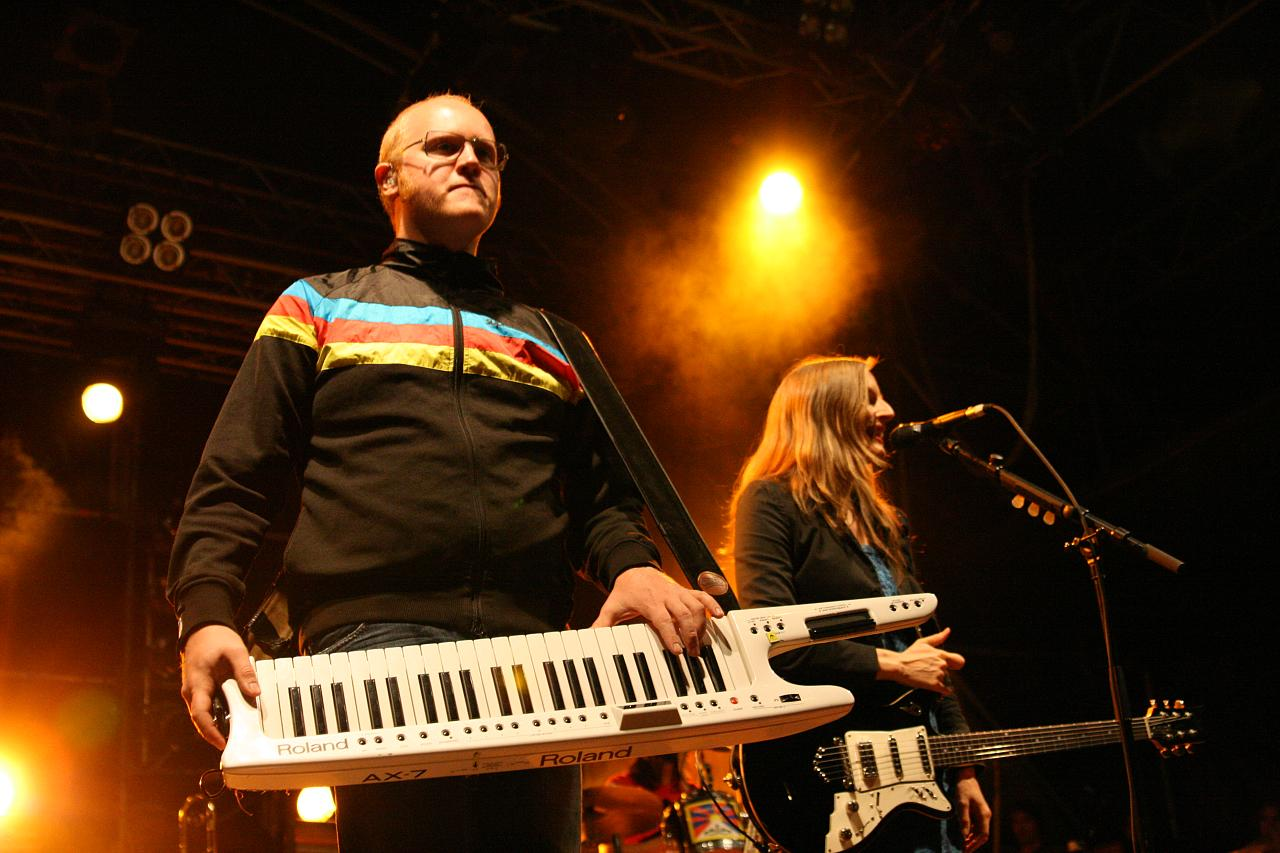
Jens Eckhoff (* 1975)

- Eckhoff, Rolf (* 1958), deutscher Rechtswissenschaftler
- Eckhoff, Stian (* 1979), norwegischer Biathlet
- Eckhoff, Tiril (* 1990), norwegische Biathletin
- Eckhoff, Tor (1964–2021), norwegischer Webvideoproduzent
- Eckhold, Barbara (* 1944), deutsche Filmregisseurin
- Eckhold, Heinz-Jörg (1941–2022), deutscher Politiker (CDU), MdL
- Eckhold, Karin (1938–2018), deutsche Schauspielerin, Opernsängerin (Sopran), Hörspiel- und Synchronsprecherin
- Eckholdt, Heinrich (1870–1947), deutscher Kaufmann und Politiker
- Eckholdt, Steven (* 1961), US-amerikanischer Schauspieler
- Eckholt, Bernhard (1887–1949), deutscher Landwirt und Politiker (Zentrum, NSDAP), MdL
- Eckholt, Margit (* 1960), deutsche römisch-katholische Theologin
- Eckholt, Oskar (1894–1982), deutscher Offizier und Ritterkreuzträger, zuletzt Generalmajor
- Eckhouse, James (* 1955), US-amerikanischer Schauspieler und Regisseur
- Eckhout, Albert, niederländischer Maler

#### Ecki
- Eckinger, Isla (1939–2021), Schweizer Jazzbassist
- Eckinger, Ludwig (* 1944), deutscher Lehrer, Autor und Bildungsfunktionär

#### Eckk
- Eckkrammer, Eva (* 1968), österreichische Romanistin

#### Eckl
- Eckl, Alois (1900–1959), deutscher Schlosser, Gewerkschafter und Senator (Bayern)
- Eckl, Andreas (* 1959), deutscher Philosoph
- Eckl, Franz (1896–1966), österreichischer Fußballspieler und -trainer
- Eckl, Georg (1857–1934), österreichischer Eisenbahningenieur und Landtagsabgeordneter (DNP)
- Eckl, Georg (1863–1929), österreichischer Bibliophiler
- Eckl, Helmut (* 1947), bayerischer Mundartdichter und Satiriker
- Eckl, Joachim (* 1962), österreichischer Künstler
- Eckl, Michaela (* 1980), deutsche Volleyballspielerin
- Eckl, Otto (1922–1993), österreichischer Tischtennisspieler
- Eckl, Peter (* 1976), österreichischer Handballtrainer
- Eckl, Vilma (1892–1982), österreichische Malerin und Grafikerin
- Eckle, Gerhard (* 1935), deutscher Pianist, Schulmusiker und Astrologe
- Ecklebe, Alexander (1904–1983), deutscher Komponist, Musiker und Hörfunkmitarbeiter
- Eckler, Gebhard (1832–1907), deutscher Turner und Turnpädagoge
- Eckley, Ephraim R. (1811–1908), US-amerikanischer Politiker
- Ecklin, Daniel (1532–1564), Schweizer Palästinareisender und Apotheker
- Ecklin, Friedrich (1830–1904), Schweizer evangelischer Geistlicher
- Eckloff, Carl Alexander (1906–1979), deutscher Diplomat, Handelsrat der DDR
- Ecklon, Christian Friedrich (1795–1868), Apotheker und Botaniker
- Ecklund, Peter (1945–2020), US-amerikanischer Jazztrompeter und Jazzforscher

#### Eckm
- Eckmair, Carl Martin (1907–1984), österreichischer Schriftsteller und Pädagoge
- Eckmair-Freudenthaler, Mimi (1910–1985), österreichische Schriftstellerin
- Eckman, Mark (* 1959), US-amerikanischer römisch-katholischer Geistlicher, Bischof von Pittsburgh
- Eckmann, Beno (1917–2008), Schweizer Mathematiker
- Eckmann, Bodo (* 1953), deutscher Boxfunktionär, Arzt und Musikmanager
- Eckmann, Christina (* 1988), deutsche Fußballspielerin
- Eckmann, Heinrich (1893–1940), deutscher Schriftsteller
- Eckmann, Heinrich Wilhelm (1712–1777), deutscher Orgelbauer
- Eckmann, Jean-Pierre (* 1944), Schweizer Physiker
- Eckmann, Joachim (1850–1922), deutscher Volksschulrektor und Schriftleiter
- Eckmann, Karl (1910–1987), deutscher Kommunalpolitiker, Oberbürgermeister von Siegen
- Eckmann, Otto (1865–1902), deutscher Maler und GrafikerOtto Eckmann (1865–1902)

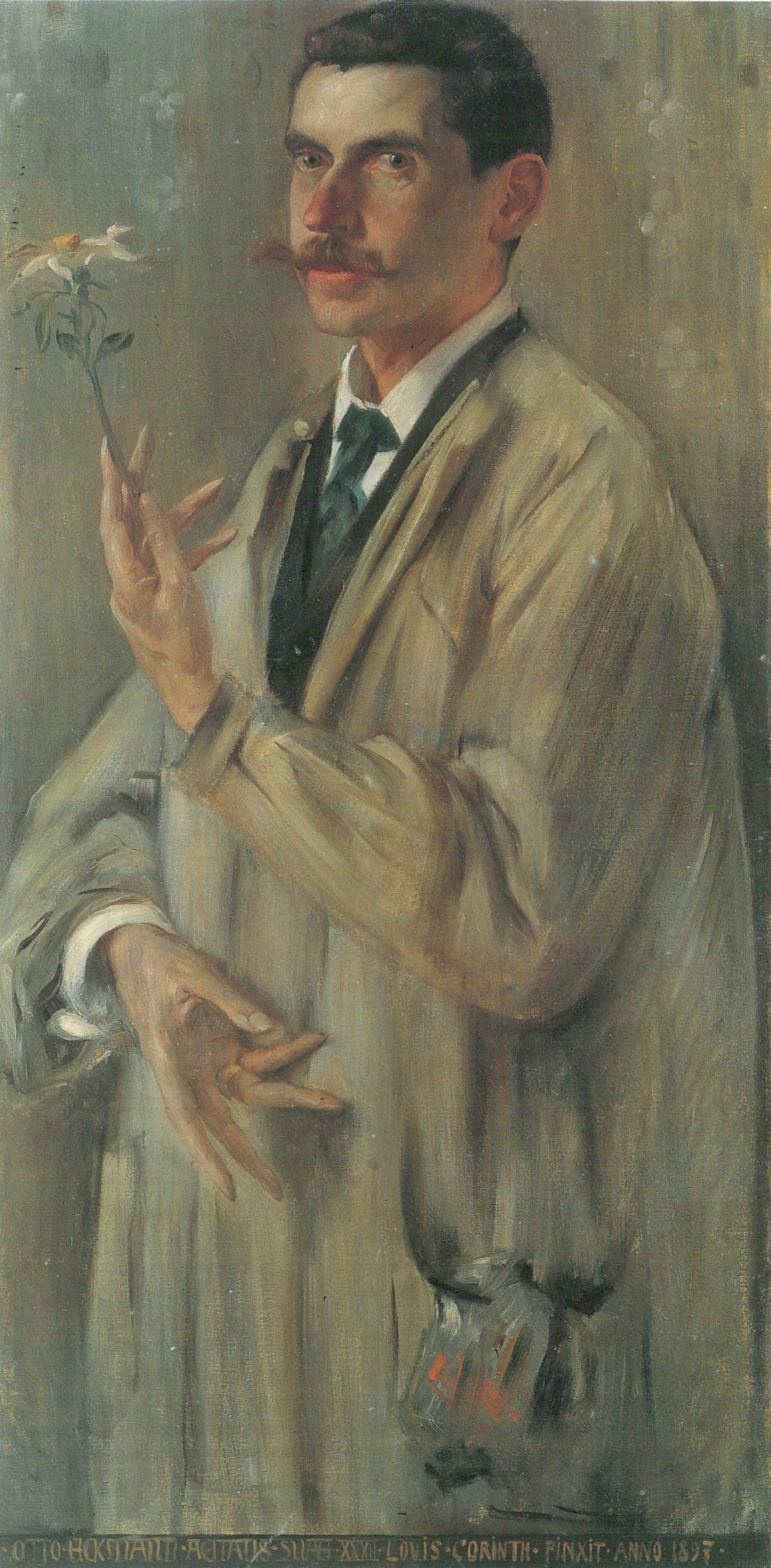
Otto Eckmann (1865–1902)

- Eckmann, Wilhelm (1897–1945), deutscher Landrat
- Eckmans, Hildegard (1919–1992), deutsche Chemikerin und Richterin am Bundespatentgericht
- Eckmayer, Julius (1885–1952), österreichischer Bühnen- und Filmschauspieler
- Eckmayr, Alexander (* 1999), österreichischer Fußballspieler
- Eckmayr, Karl-Albert (* 1934), österreichischer Politiker (ÖVP), oberösterreichischer Landeshauptmann-Stellvertreter, Mitglied des Bundesrates
- Eckmiller, Rolf (* 1942), deutscher Informatiker und emeritierter Professor für Neuroinformatik
- Eckmüller, Ossi (1930–1992), bayerischer Volksschauspieler und Regisseur

#### Eckn
- Eckner, Carl Christoph (1743–1807), deutscher Mediziner und Arzt in Rudolstadt
- Eckner, Heinz (1925–2012), deutscher Schauspieler und KomikerHeinz Eckner (1925–2012)

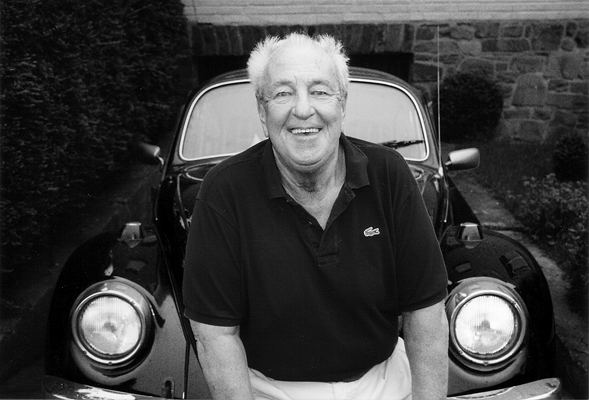
Heinz Eckner (1925–2012)

- Eckner, Ludwig (1850–1923), deutscher Bürgermeister und Politiker, MdL
- Ecknig, Joachim (* 1939), deutscher Badmintonspieler

#### Ecko
- Eckold, Katarina (* 1976), deutsche Performancekünstlerin
- Eckold, Steffen (* 1969), deutscher politischer Beamter (CDU)
- Eckoldt, Friedrich (1887–1916), Kommandant der Kaiserlichen Marine im Ersten Weltkrieg
- Eckoldt, Jürgen (* 1942), deutscher Politiker (CDU), MdL
- Eckoldt, Martin (1910–2003), deutscher Wasserbauingenieur und Schifffahrtshistoriker
- Eckoldt, Matthias (* 1964), deutscher Schriftsteller, Dozent und Radioautor
- Eckolt, Amadeus (1623–1668), deutscher Rechtswissenschaftler

#### Eckr
- Eckrich, Martin (* 1963), deutscher Maler, Performancekünstler sowie Schöpfer von Rauminstallationen und Plastiken
- Eckroth, Michael (* 1975), US-amerikanischer Jazzmusiker
- Eckroth, Rachel (* 1976), amerikanische Singer-Songwriterin und Keyboarderin

#### Ecks
- Ecks, Bernhard (1884–1970), deutscher Politiker und Agent der Kommunistischen Partei Deutschlands (KPD)
- Ecks, Heidi (* 1965), deutsche Schauspielerin
- Eckschläger, Iris (* 1974), österreichische Biathletin
- Eckschmiedt, Sándor (1938–2023), ungarischer Hammerwerfer
- Eckstein (* 1935), deutscher Autor des Rätsels „Um die Ecke gedacht“
- Eckstein, Adolf (1842–1904), Fotograf, Heliograveur, Journalist und Verleger
- Eckstein, Adolf (1857–1935), Rabbiner und Autor von Büchern zur Geschichte der Juden in Franken
- Eckstein, Albert (1891–1950), deutscher Pädiater und Hochschullehrer
- Eckstein, Albert (1913–1992), deutscher Geigenspieler und Geigensammler
- Eckstein, Anna Bernhardine (1868–1947), deutsche Pazifistin
- Eckstein, Ashley (* 1981), US-amerikanische Filmschauspielerin und SynchronsprecherinAshley Eckstein (* 1981)

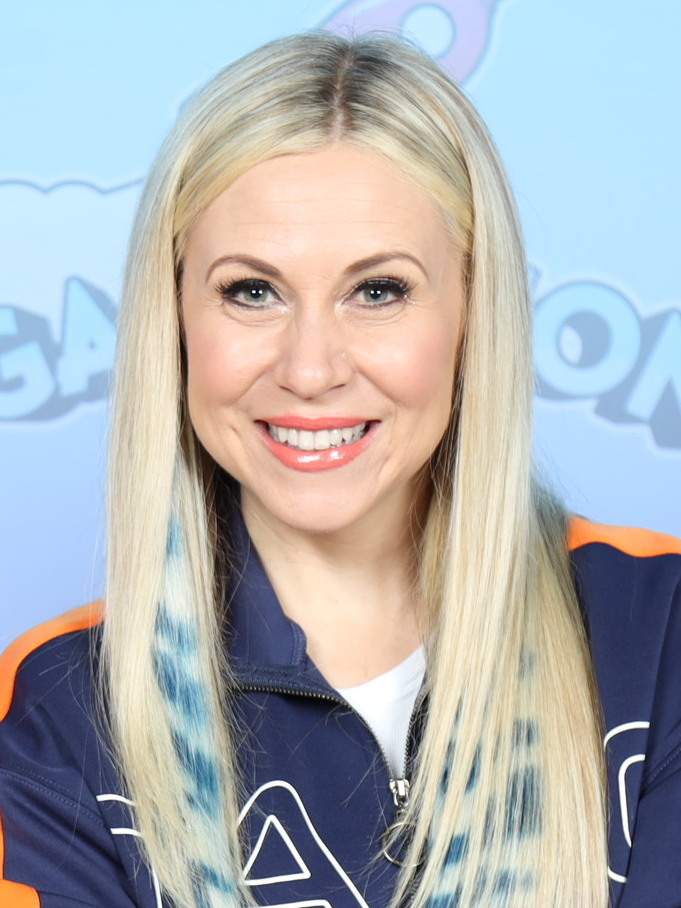
Ashley Eckstein (* 1981)

- Eckstein, Bernd (* 1953), deutscher Skispringer
- Eckstein, Bernhard (1935–2017), deutscher Radrennfahrer
- Eckstein, Brigitte (1926–2007), deutsche Physikerin und Hochschuldidaktikerin
- Eckstein, Charlotte (1926–2001), deutsche Richterin am Bundesverwaltungsgericht
- Eckstein, Claire (1904–1994), deutsche moderne Tänzerin, Tanzregisseurin und Choreographin
- Eckstein, David (* 1975), US-amerikanischer Baseballspieler
- Eckstein, Detlev (* 1949), deutsch-österreichischer Schauspieler
- Eckstein, Dieter (1939–2021), deutscher Holzbiologe und Dendrochronologe
- Eckstein, Dieter (* 1964), deutscher Fußballspieler
- Eckstein, Emil (1889–1944), deutscher Widerstandskämpfer gegen den Nationalsozialismus
- Eckstein, Emma (1865–1924), österreichische Publizistin, Frauenrechtlerin und Kinderbuchautorin; Patientin Sigmund Freuds
- Eckstein, Ernst (1845–1900), deutscher Schriftsteller
- Eckstein, Ernst (1897–1933), deutscher Politiker und Sozialist
- Eckstein, Felix (1925–1988), deutscher Klassischer Archäologe
- Eckstein, Ferdinand von (1790–1861), dänischer Schriftsteller und französischer Beamter
- Eckstein, Franz (1878–1945), deutscher Filmregisseur
- Eckstein, Franz Gregor Ignaz (1689–1741), österreichischer Freskant
- Eckstein, Frederick († 1852), deutsch-amerikanischer Bildhauer
- Eckstein, Friedrich, deutscher Boxer
- Eckstein, Friedrich (1861–1939), österreichischer Polyhistor, Literat, Mäzen und Theosoph
- Eckstein, Friedrich (1933–2018), deutscher Maschinenbauingenieur und Hochschulprofessor
- Eckstein, Friedrich August (1810–1885), deutscher Philologe, Lehrer, Hochschullehrer und Lexikograph
- Eckstein, Fritz (* 1932), deutscher Chemiker
- Eckstein, George (1928–2009), US-amerikanischer Fernsehproduzent und Drehbuchautor
- Eckstein, Gustav (1875–1916), österreichischer Journalist, Sozialdemokrat und Austromarxist
- Eckstein, Hans (1898–1985), deutscher Publizist und Designtheoretiker
- Eckstein, Hans (1908–1985), deutscher Wasserballspieler
- Eckstein, Hans (* 1939), deutscher Ruderer und Rudertrainer
- Eckstein, Hans-Joachim (1931–2022), deutscher Metallurg und Hochschullehrer
- Eckstein, Hans-Joachim (* 1950), deutscher evangelischer Theologe für das Neue Testament, Autor, Poet, Redner, Liederdichter, MusikerHans-Joachim Eckstein (* 1950)

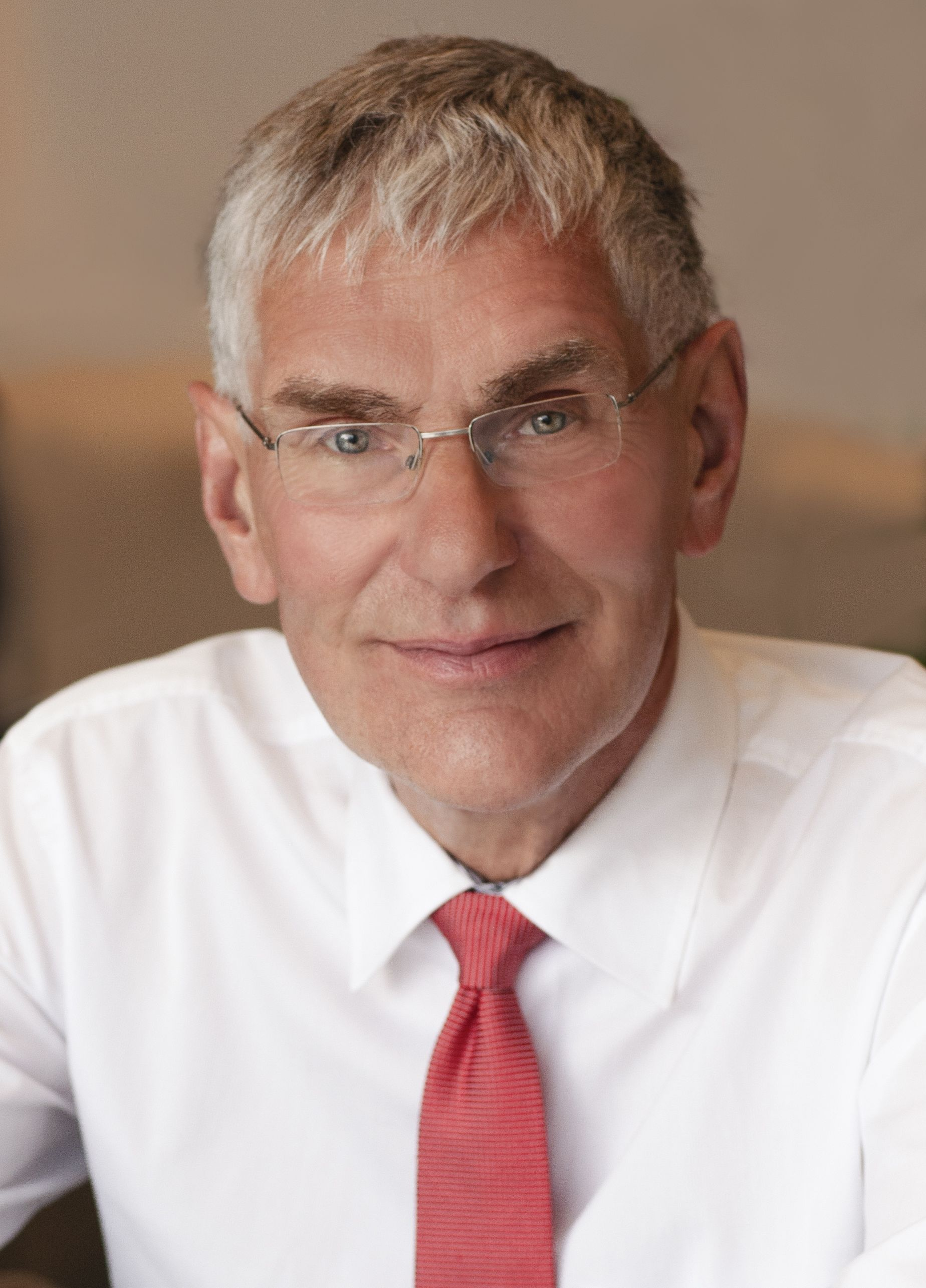
Hans-Joachim Eckstein (* 1950)

- Eckstein, Harald (1938–2018), deutscher Jazzmusiker
- Eckstein, Harry H. (1924–1999), US-amerikanischer Politikwissenschaftler
- Eckstein, Heinrich (1907–1992), deutscher Landwirt und Politiker (CDU), MdB
- Eckstein, Helga (* 1924), deutsche Richterin am Bundesgerichtshof
- Eckstein, Helmut (* 1951), deutscher Fußballspieler
- Eckstein, Herbert (1926–1986), britischer Kinderchirurg deutsch-jüdischer Herkunft mit dem Spezialgebiet der Kinderurologie
- Eckstein, Herbert (* 1956), deutscher Politiker (SPD), MdL
- Eckstein, Hermann (1847–1893), deutsch-südafrikanischer Bergbau-Magnat und Bankier
- Eckstein, Johannes (1735–1817), deutsch-amerikanischer Bildhauer, Maler und Zeichner
- Eckstein, John († 1838), deutscher Maler
- Eckstein, Jutta (* 1965), deutsche Spezialistin für Agilität, insbesondere agile Softwareentwicklung
- Eckstein, Karl (1859–1939), deutscher Forstwissenschaftler und Entomologe
- Eckstein, Ken (* 1965), deutscher Jurist
- Eckstein, Kiu (* 1927), deutscher Fernsehjournalist, Autor und Filmemacher
- Eckstein, Kurt (1863–1924), hessischer Kreisrat
- Eckstein, Kurt (* 1947), deutscher Politiker (CSU)
- Eckstein, Lars (* 1975), deutscher Sprach- und Literaturwissenschaftler sowie Hochschullehrer
- Eckstein, Lutz (* 1969), deutscher Ingenieur und HochschullehrerLutz Eckstein (* 1969)

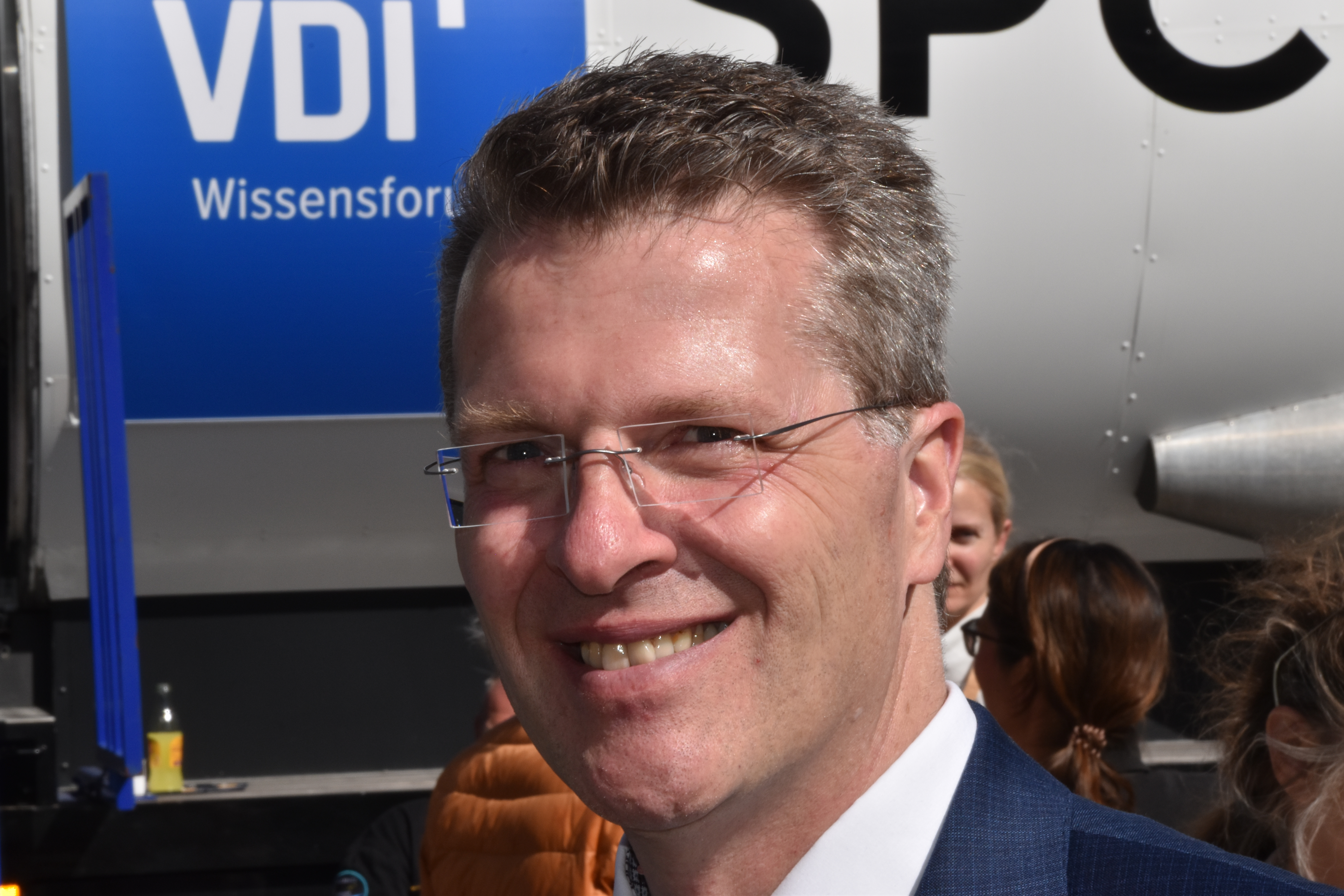
Lutz Eckstein (* 1969)

- Eckstein, Manfred (* 1935), deutscher Arzt und Politiker (SPD), MdVK
- Eckstein, Manfred (* 1936), deutscher Arzt und Politiker (CDU)
- Eckstein, Meyer Abraham (1807–1877), deutscher Tabakmanufakturist
- Eckstein, Olga (1920–2000), deutsche Kunst- und Turmspringerin
- Eckstein, Oliver (* 1968), deutscher Golfspieler
- Eckstein, Otto (1927–1984), US-amerikanischer Ökonom und Hochschullehrer deutscher Herkunft
- Eckstein, Percy (1899–1962), österreichischer Schriftsteller, Journalist und Übersetzer
- Eckstein, Rudolf (1915–1993), deutscher Olympiasieger im Rudern
- Eckstein, Ruth (1916–2011), US-amerikanische Malerin
- Eckstein, Ruth (1920–1997), deutsche Malerin
- Eckstein, Sebastian, mährischer Maler
- Eckstein, Susan (* 1942), US-amerikanische Politikwissenschaftlerin und Soziologin
- Eckstein, Ulrich (1931–2010), deutscher Eishockeyspieler
- Eckstein, Utz (1490–1558), reformierter Geistlicher und Pamphletist
- Eckstein, Volker (1946–1993), deutscher Schauspieler
- Eckstein, Wilhelm (1863–1936), deutscher Maler
- Eckstein, Willie (1888–1963), kanadischer Pianist und Komponist
- Eckstein-Diener, Bertha (1874–1948), österreichische Schriftstellerin und ReisejournalistinBertha Eckstein-Diener (1874–1948)

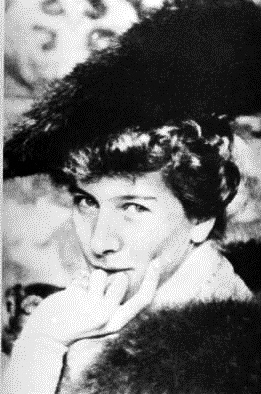
Bertha Eckstein-Diener (1874–1948)

- Eckstein-Kovács, Péter (* 1956), rumänischer Rechtsanwalt und Politiker, Abgeordneter, Senator und Minister
- Eckstein-Puhl, Christine (* 1968), deutsche Juristin und Richterin
- Eckstine, Billy (1914–1993), US-amerikanischer Jazzsänger und Bandleader
- Eckstorm, Fannie Hardy (1865–1946), US-amerikanische Schriftstellerin, Ornithologin und Volkskundlerin
- Eckstorm, Heinrich (1557–1622), deutscher evangelischer Theologe und Pädagoge
- Eckström, Wilhelm (1921–1994), deutscher Politiker (SPD)

#### Eckw
- Eckwricht-Seyffersdorf, Ernst Wilhelm von († 1767), preußischer Landrat

### Ecl
- Eclercy, Bastian (* 1978), deutscher Kunsthistoriker
- Écluse, Charles de l’ (1526–1609), niederländischer Gelehrter, Arzt und Botaniker

### Eco
- Eco, Umberto (1932–2016), italienischer Schriftsteller, Kolumnist, Philosoph, Medienwissenschaftler und SemiotikerUmberto Eco (1932–2016)

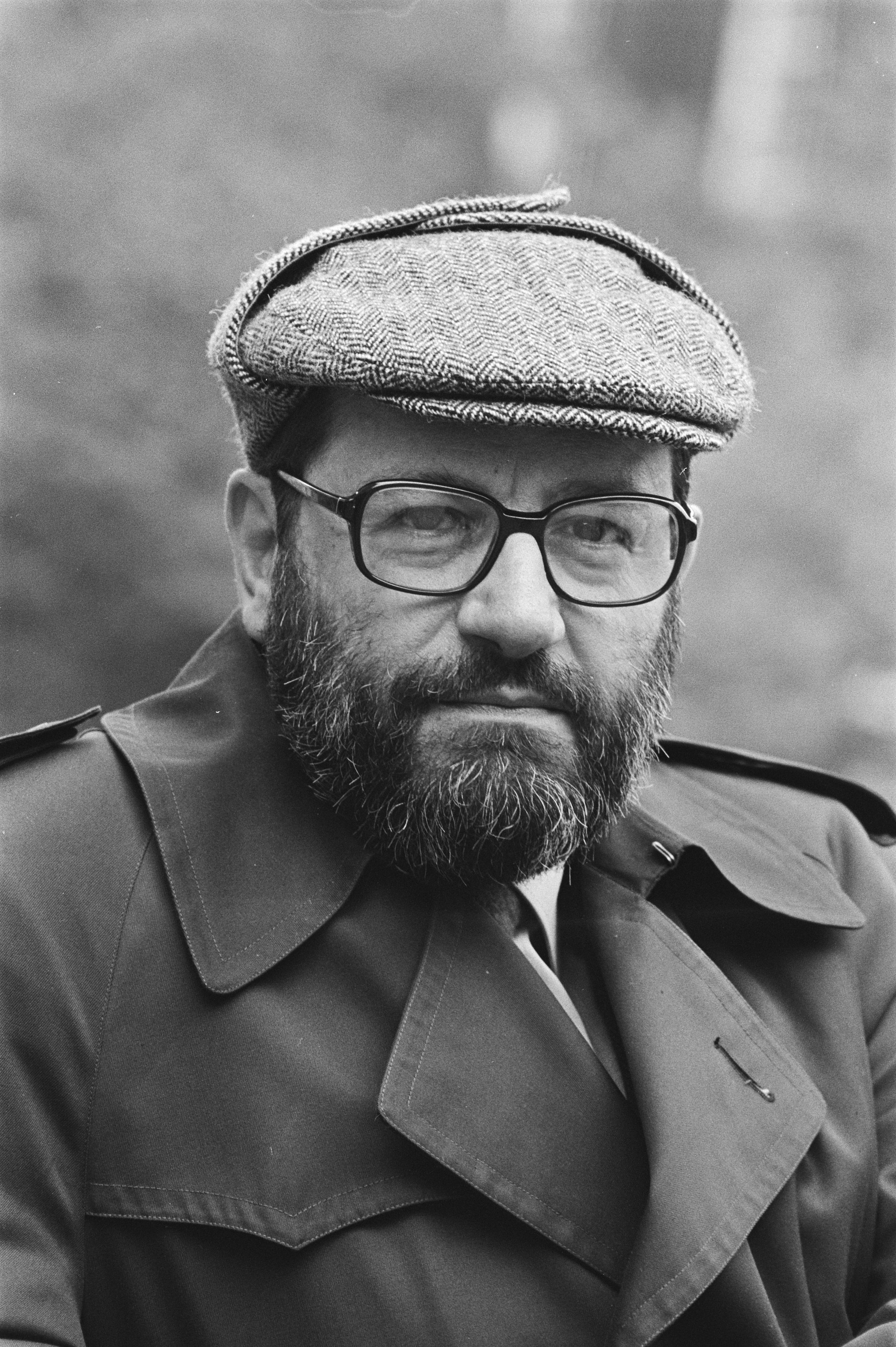
Umberto Eco (1932–2016)

- Ecobelli, Lora Lee, US-amerikanische Schauspielerin italienischer Herkunft
- Ecobescu, Nicolae (* 1931), rumänischer Politiker (PCR), Jurist, Vizeaußenminister und Botschafter
- Ecoeur, Yannick (* 1981), schweizerischer Skibergsteiger
- Ecolo, Silvestre (* 1984), äquatorialguineischer Fußballspieler
- Economidis, Konstantinos (* 1977), griechischer Tennisspieler
- Economo, Constantin von (1876–1931), österreichischer Psychiater, Neurologe und Hochschullehrer
- Economou, Nicolas (1953–1993), zypriotischer Pianist, Komponist und Dirigent
- Economou, Stephanie (* 1990), US-amerikanische Film- und Videospielkomponistin
- Economou-Gouras, Pavlos (1897–1991), griechischer Diplomat und Politiker
- Écorcheville, Jules (1872–1915), französischer Musikhistoriker und Musiktheoretiker
- Écouchard-Lebrun, Ponce-Denis (1729–1807), französischer Dichter

### Ecs
- Ecser, Károly (1931–2005), ungarischer Gewichtheber

### Ect
- Ecton, Zales (1898–1961), US-amerikanischer Politiker (Republikanische Partei)
- Ector, Mathew Duncan (1822–1879), US-amerikanischer Politiker, Jurist und Brigadegeneral der Konföderierten im Bürgerkrieg
- Ector, Vince (* 1965), US-amerikanischer Jazzmusiker (Schlagzeug)

### Ecu
- Ecu, Wyny (* 1931), deutscher Bildhauer, Maler und Buchautor
- Ecublens, Wilhelm von († 1229), Bischof von Lausanne
- Ecueracapa († 1793), Häuptling der Kotsoteka-Comanchen
- Ecury, Boy (1922–1944), niederländischer Widerstandskämpfer
- Écuyer de le Court, Édouard (1901–1951), belgischer Moderner Fünfkämpfer

### Ecz
- Eczacıbaşı, Bülent (* 1949), türkischer Unternehmer
- Eczacıbaşı, Nejat (1913–1993), türkischer Geschäftsmann und Vorsitzender der Geschäftsführung des Familienunternehmens